# 城

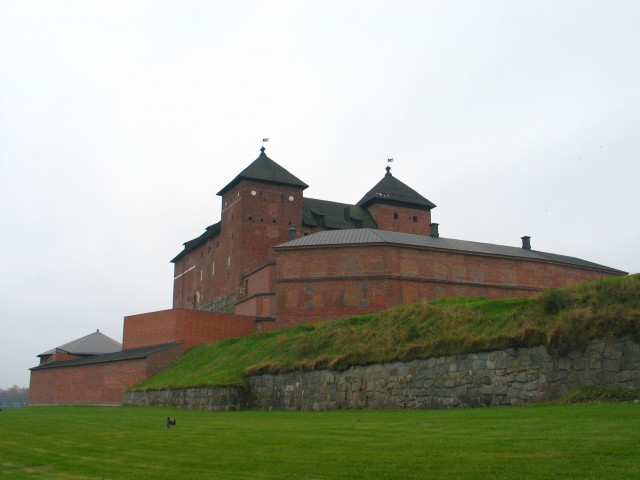
フィンランド、ハメーンリンナのハメ城。

城（）は、敵を防ぐために土や石で堅固に築いた建物･設備。

## 概説
主に近代以前の軍事的な防衛施設を呼ぶ。戦闘拠点であるとともに食糧・武器・資金といった物資の備蓄場所でもある。主要な城は、為政者や指揮官の住居であり、政治や情報の拠点であった。純防衛用として山地に建築されることも多いが、街道や河川などの交通の要衝を押さえ利用することも多い。
城の一部、施設を館や塔、城壁、堀、城門と呼ぶのに対し、全体を指し示す場合には、城郭ともいう。敵との境界線に近い前線の要塞を「出城」と言い、主戦場を指す語にもなる。
ヨーロッパ、中国などの大陸では、都市を囲む城壁と戦闘拠点の城砦（城塞、城館）とを区別する。「城」という漢字自身、本来は、前者の城壁都市を意味する。しかし日本においては城壁で囲まれた城壁都市が普及しなかったこともあり、主に後者の城砦の意味で使用される。本稿でもこれを説明する。
城には、一般的に次の機能がある。ただし、規模によっては、どちらか一方を欠く城塞も存在した。
防衛機能
不意の攻撃や戦力に劣る場合、籠城する。この時、備蓄された装備や城壁などの施設が味方の居住性を高め、逆に敵の移動や視界、攻撃を妨害する効果が守備側に有利に働く。攻者三倍の法則などの経験則が唱えられたが守備側が籠城だけで敵を撃退することは難しく、基本的に援軍を待つための時間稼ぎである。また敵の侵入に備え、国境の監視などの役割も果たした。
日本の山城などは、こちらの機能はあるが居住性は低いとされる。
居住性
城館は、多くの場合、領地を支配する支配者と結びついた。領主の生活の場であり、政庁となって領地支配の象徴としたり、敵地への勢力拡大の前線基地とする。延いては、領主の別荘として作られた城も存在する。都市を囲む城壁という意味では、領民の住居になった。このため生活に必要な施設が城内に全て揃えられた。しかしこの場合、農耕地は、城壁の外にある場合が多い。
フランスのシャンボール城などは、居住性のみで防衛機能はない。
城は、軍事拠点を指す語だが、同様の目的で建設された近代以降の施設は、主に「基地」などと呼ばれる。この線引きは、明確ではなく習慣的である。

## 日本

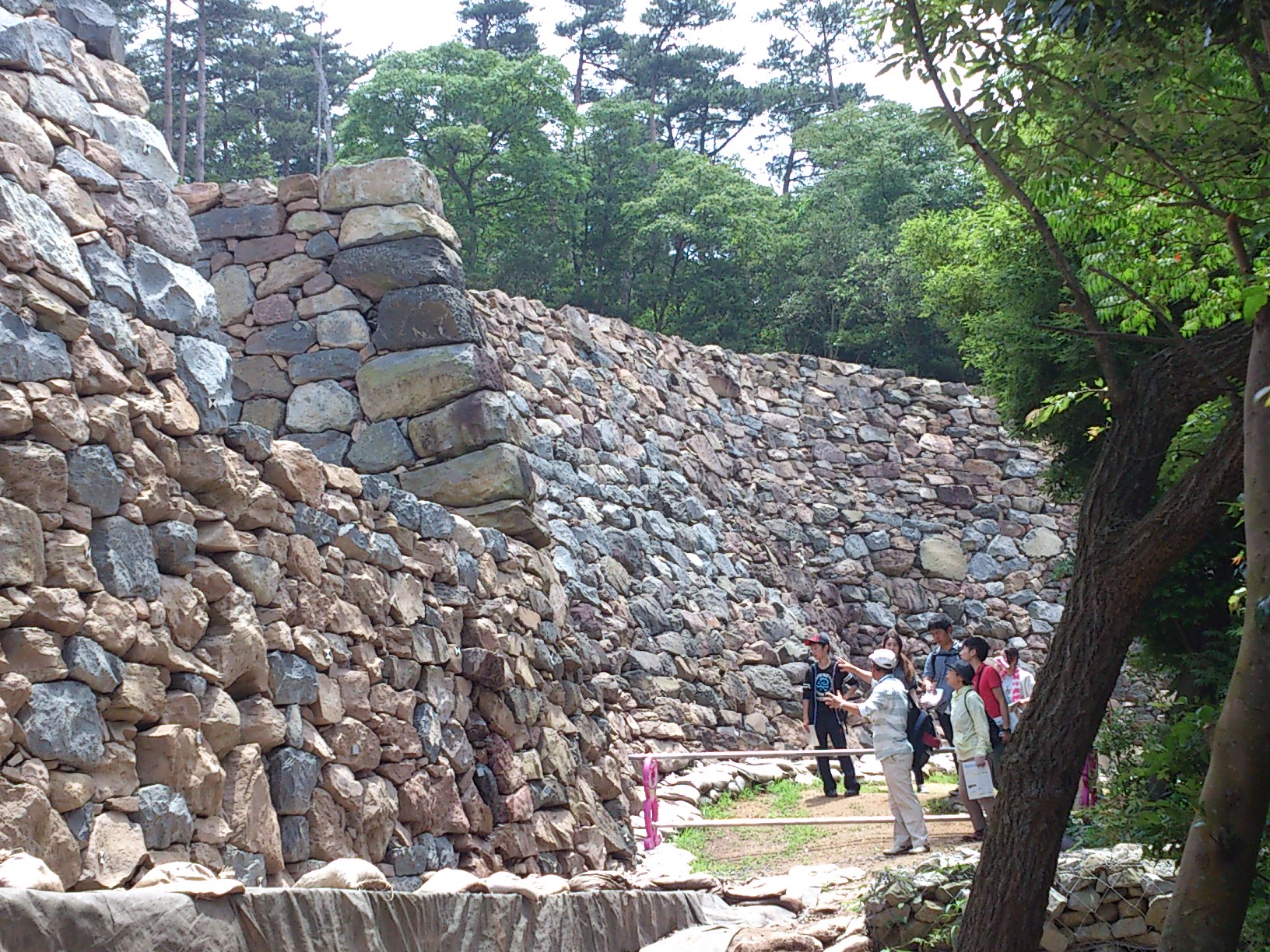
古代山城の石垣（屋島城 - 香川県高松市）

広義における城（弥生時代の環濠集落を含めた場合）の総数は約3万とされる。
日本の城は、古代から江戸末期までに平地や丘陵、山を利用して築かれた。しかし、日本における城は古代と中世以降で使われている土木、建築技術や用途が多少異なる。現在までに、城（しろ）といわれているものは中世から明治時代までに築かれたもので、武家や城主などが日本国内の敵対する武力集団から守るための防衛施設である。

古代、日本では「城」を“き”と読み、「柵」の字も用いた。「柵」は主にヤマト王権が東北地方に設置した政治行政施設を併設する防御施設（城柵）を意味する。「城」は水城や大野城のような西日本に点在した古代山城や防壁の類いを意味する。これらは663年の白村江の戦いに敗れたヤマト王権が敵対した唐や新羅からの侵攻を想定して、滅亡した百済から日本に亡命した人々の指導によって築かれた防御施設で、版築土塁の外郭城壁をもつ特徴があったが、後の中世以降の築城技術へとは継承されることはなかった。
中世、戦国時代では小高い丘陵や山などに郭(曲輪)と言う平地をいくつか設け、その郭を柵や土塁で囲ったり、切岸と言って、斜面を急に加工して下の郭から上がりにくくしたり、堀切や竪堀という尾根を分けるように切った堀などで、他の郭からの侵入を困難にしたり、区分けをした。郭の入り口を小口(虎口)といい、その小口に門を設けたりもした(この時代は矢倉門や冠木門が主流)。大抵は、主郭(一の丸、本丸)、二の郭(二の丸)、三の郭(三の丸)という風に郭を名付ける。

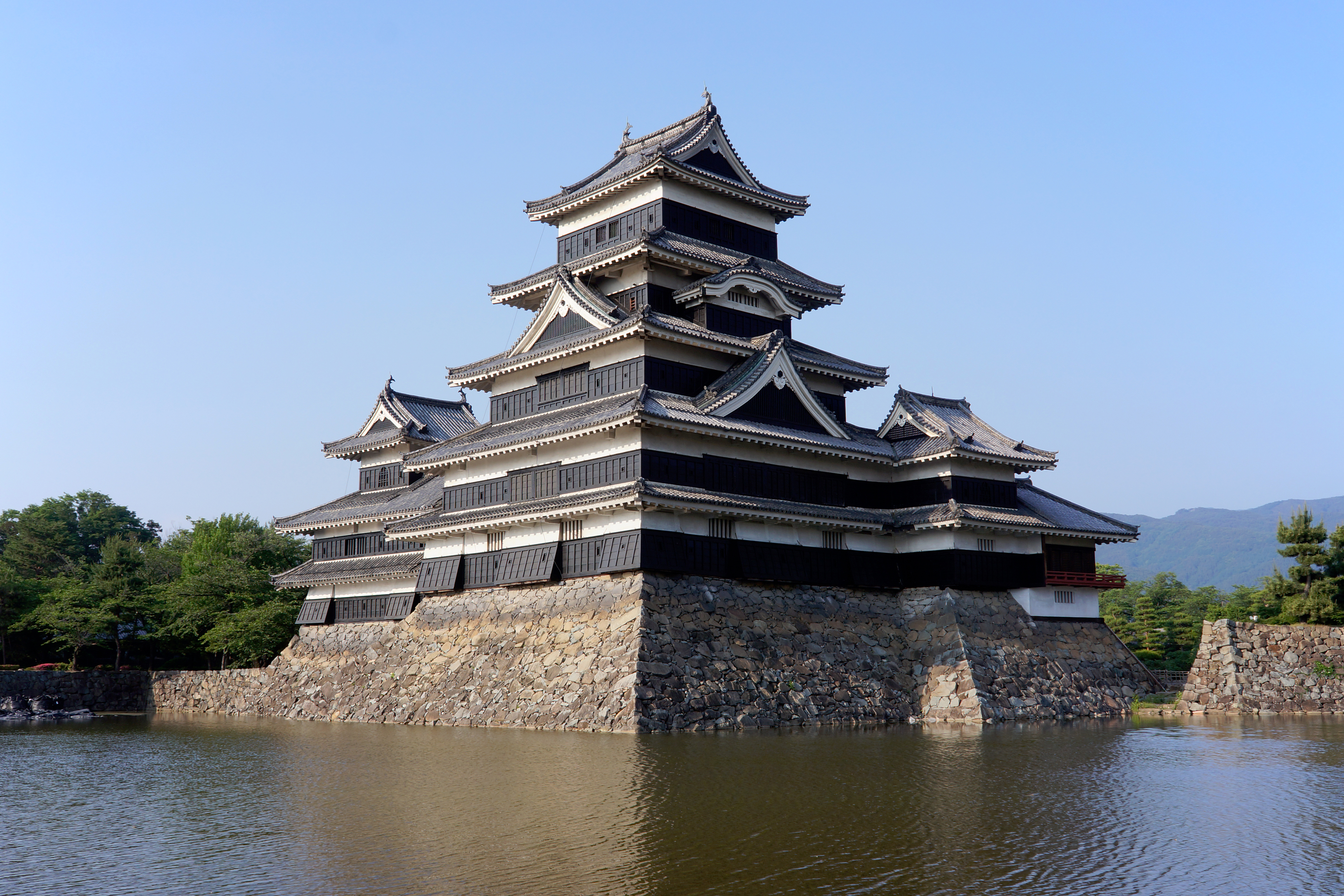
近世城郭の建築と水堀（松本城 - 長野県松本市）

戦国時代中ごろまで弓矢や槍が中心だった古来の戦い方に、新たにポルトガルから伝わった火縄銃が加わったことで、塀や建物に防弾を考慮する必要が生じた。織田氏や豊臣氏の台頭する時代から徳川氏が政権を樹立した江戸時代までの城は、こうした銃器に対する策として、内部に石や瓦礫を入れた分厚い土壁（太鼓壁）やおもに寺院に使われていた屋根瓦、銃弾の届きにくい幅の堀、そして石垣が多用されることとなる。(土塁の方が銃弾や砲弾の衝撃を吸収しやすいが、傾斜を急にしにくかったり、威圧感が薄かったり、崩壊しやすく、城壁や櫓などを作るには不向きであるため多用されなかった。五稜郭はこの辺を考慮して土塁の城になったと考えられる。)城地の選択も、主力であった山や山岳からより利便性の高い平地や平地に近い丘陵にも多く築かれるようになった。山城の麓に館を営んで生活や政務を行っていた城主や領主は、それまで有事のときにだけ篭っていた城内に生活の場所を移すようになり、天守や御殿に生活や政治の場を置くようになった。この城郭の利便性の追求と建築の恒久化は寺院建築や住宅建築の特徴を多く取り入れ、日本城郭特有の天守のような重層な櫓の要素をもった楼閣建築を発生させた。このように、城の外観には戦うためだけのものというだけではなく、内外に主の権威をしめす目的も含まれるようになり、現在まで日本で見られるような独特な形式の城となった。

### 奄美・沖縄地方

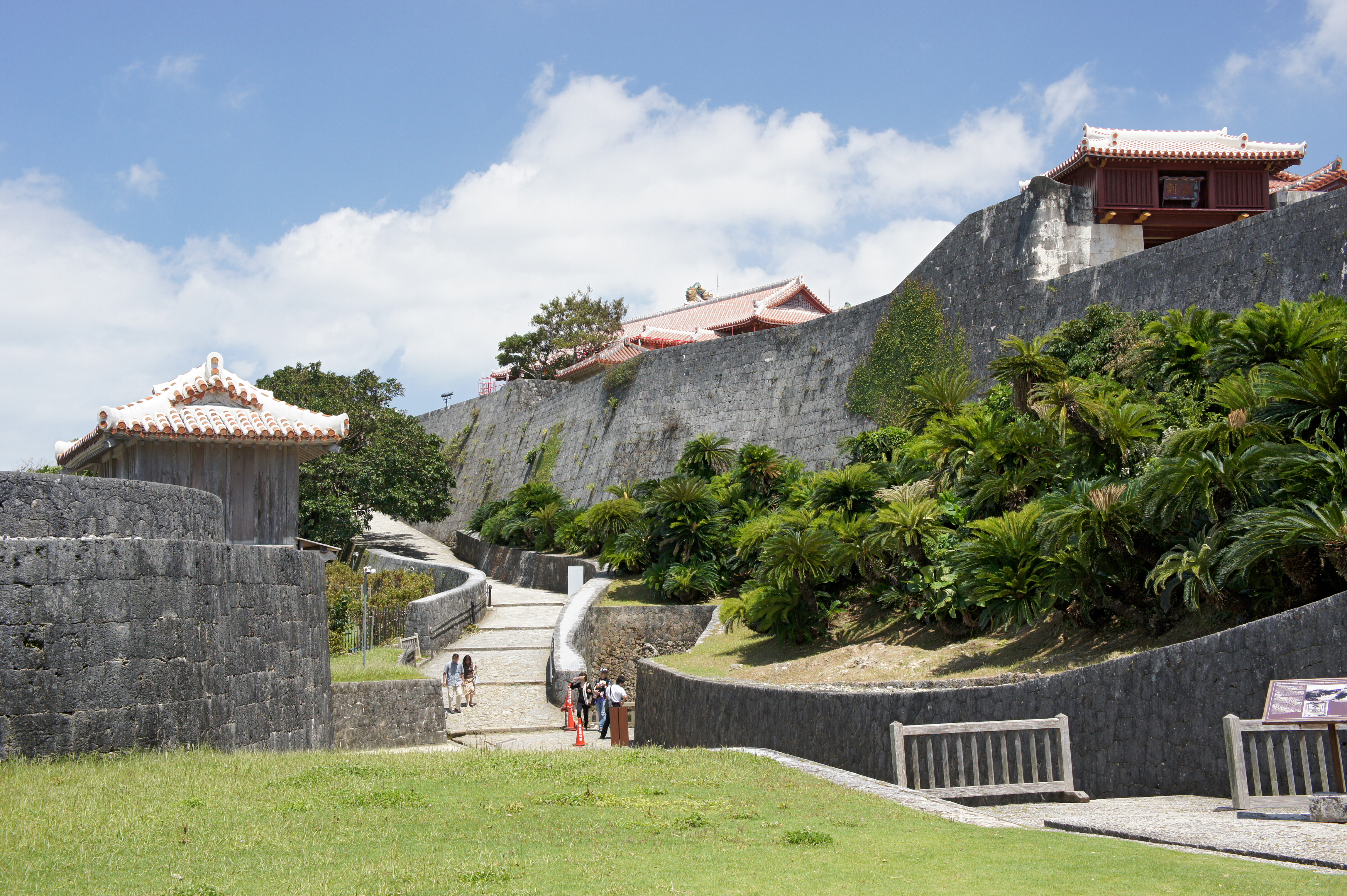
グスクの石垣と建築群（首里城。沖縄県那覇市）

鹿児島県の奄美諸島および沖縄地方の城は「グスク」または「スク」と呼ばれるものである。12世紀、沖縄地方に点在していた領主の「按司」（あじ）の居城で、城内に「ウタキ」（御嶽）や「ウガンジュ」（拝所）と呼ばれる沖縄地方特有の信仰施設を持つ。元々聖地のような土地を取り込んで築かれている。
三山時代に多くのグスクが築かれ、現在までに見られる多くのグスクはこのころのものである。土木や建築の技術、特に石垣は日本内地の石垣とは異なり、琉球石灰岩を加工した石積みの石垣であって外観も曲線をなして角さえも丸みを帯びている。また、中国や朝鮮半島で「馬面」（マーミェン）や「雉」（チ）と呼ばれる横矢がかりの出張りや、城門においては牌楼や石造のアーチ門（拱門）が見られるなど、日本内地の城郭建築と異にする箇所が見られる。建築物では日本城郭の二重櫓や天守のような高層建築はなく、ぎっしりと建てられた舎殿のほか櫓としては門上の櫓のみである。

## ヨーロッパ

### 歴史
城塞の技術は、15世紀 - 16世紀の火薬、大砲、銃の活躍によって大きく変化した。有史以来の防護設備、砦、城、要塞の基本は壁と塔であった。壁により敵の侵入を防ぎながら、塔から高さを生かした攻撃を行うもので、重力を利用すれば、弓矢の威力は増し、単なる石や丸太も武器として利用することができた。攻撃側は、壁を壊すための器具を工夫したが、いずれも大がかりで時間のかかるもので、守備側の優位は堅かった。
しかし、大砲、銃が使われ出すと、火薬を使った銃弾の威力は高さの優位を減少させ、大砲により高いが比較的薄い壁は容易に打ち壊されるようになった。このため要塞と城の機能は分離されるようになり、要塞は高さより、厚さを重視するものになり、永久要塞としては星型(稜堡式)要塞が、野戦要塞としては塹壕が主流となった。一方、城は防衛機能より居住性や壮大さや豪華さを重視した、優雅で窓の多いものが作られるようになる。フランス語のシャトー（château、複数形châteaux）は日本語で城と訳されているが、荘園主によるものは城郭というよりはイギリス・アイルランドにおけるマナー・ハウスに相当する。

#### 古代

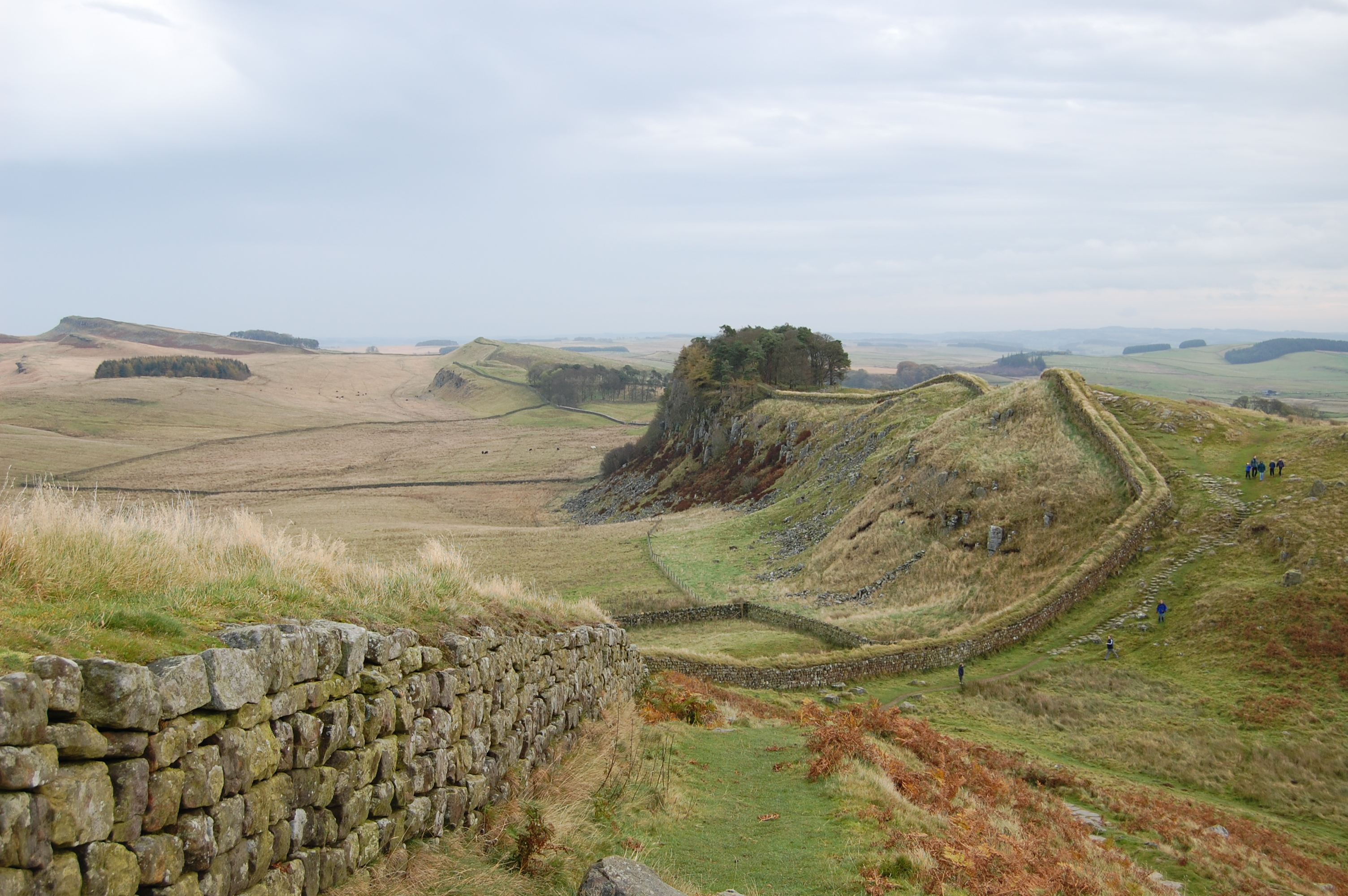
リメスの最北端ハドリアヌスの長城

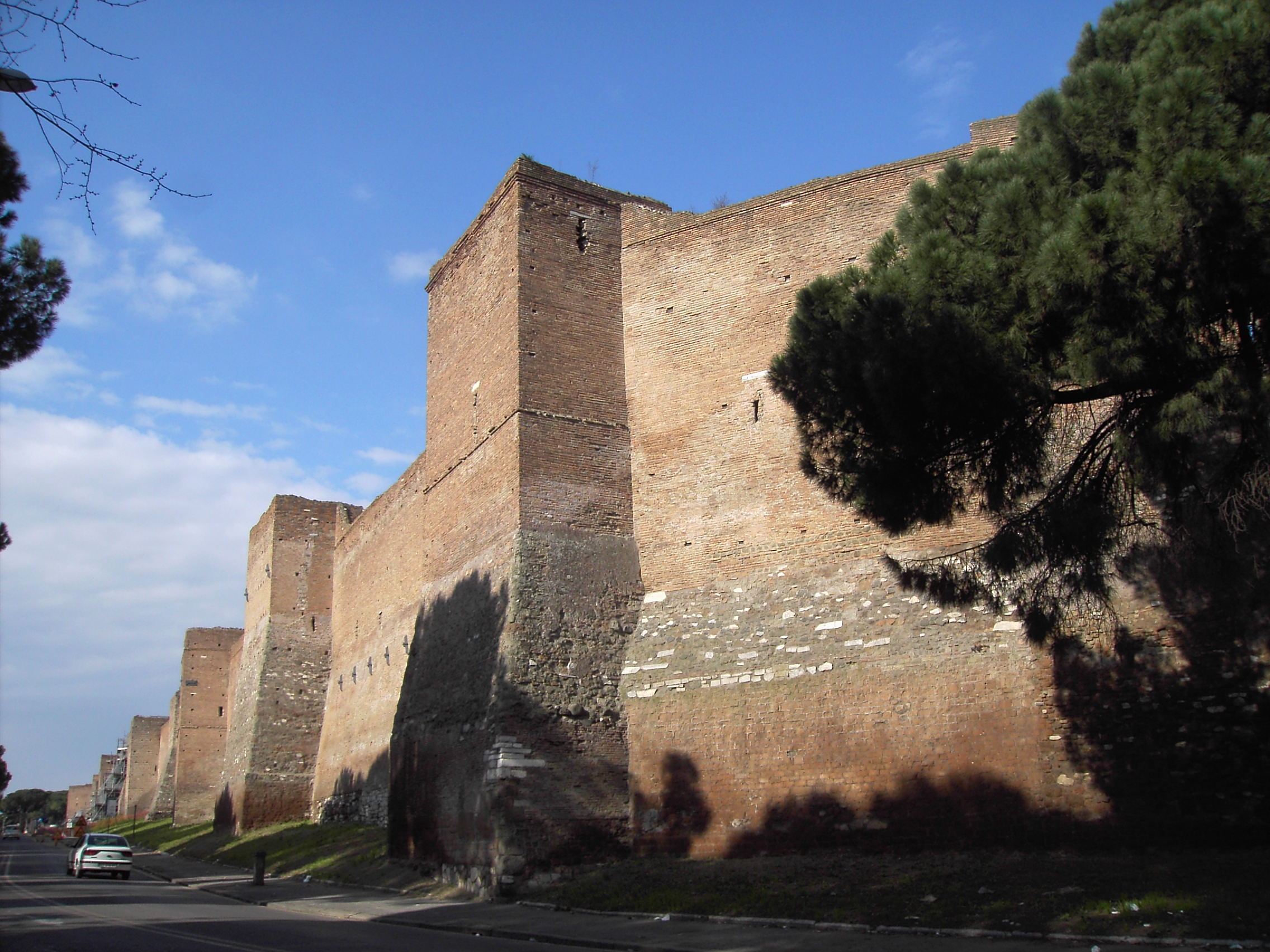
帝都ローマのアウレリアヌス城壁

中近東を含めた地域では文明が興り都市が形成されるとその周囲に城壁（囲壁）を巡らしていたが、これは街の防護と戦時の拠点とするためだった。古代ギリシアでは、アクロポリスが作られ、その影響を受けたローマ人も戦時は、丘に立て籠もった。こうした様相は、当時文明の中心であった地中海周辺ばかりでなく、例えばガイウス・ユリウス・カエサルの『ガリア戦記』には険阻な地形に築かれたガリア人の都市を攻略する様子が度々登場するように広く見られるものである。首都ローマにも都市を守る城壁（囲壁）であるセルウィウス城壁が築かれていた。また仮設であるがローマ軍団は、進軍した先で十分な防御能力を備えた陣地を構築しており、これも城の一種と見ることもできる。恒久的な基地としてはティベリウスの親衛隊の兵舎が挙げられる。
古代ローマの全盛期になると、もはや侵入できる外敵が存在しなくなり、都市機能の拡大に合わせて城壁を拡大していく必要がなくなった。ローマ帝国の防衛は国境線に築かれた防壁リメス並びに軍団及び補給物資を迅速に投射できるローマ街道等の輸送路の維持によって行われていた。しかしながらローマ帝国が衰退する4世紀頃以降、ゲルマン人の侵入に対抗するため都市に城壁（囲壁）を築いて防衛する必要性が生じた。ローマ帝国最盛期には城壁を持たなかった首都ローマも、全周約19km・高さ8m・厚さ3.5mのローマン・コンクリートで造られたアウレリアヌス城壁で防御されることになった。
城壁の素材は地域や時代・建築技術の程度によって様々で、日干しレンガや焼きレンガ・石・木・土など様々である。なお『ガリア戦記』に記されているガリアの城壁は木を主体としたものであり、北西ヨーロッパに本格的に石造建築が導入されるのはローマ化以降のことである。ローマ帝国の最盛期には強固なローマン・コンクリートで城壁（囲壁）や塔が造られるようになっていた。
このように、古代地中海世界を含めて、10世紀半ばまでのヨーロッパには厳密に「城」と呼べるものは存在せず、主に都市や国を囲んで防御する城壁（囲壁）や塔が造られていた。

#### 中世

##### 10世紀 モット・アンド・ベーリー型の城

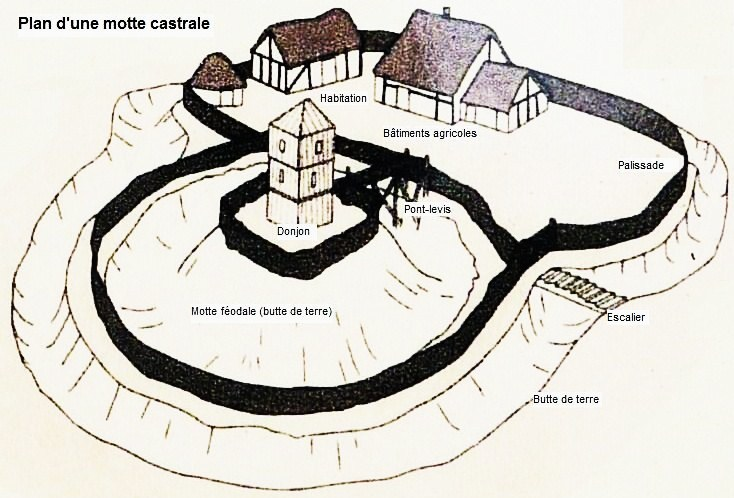
モット・アンド・ベーリー

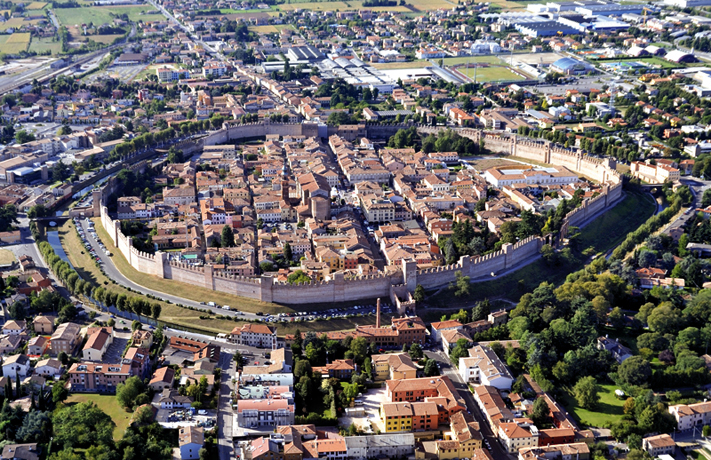
城郭都市 チッタデッラ

西ローマ帝国の消滅後、古代ローマの建築技術は急速に失われ、土塁並びに木造の塔や柵が再び主流をなす時代が訪れた。10世紀、農業技術革命による生産力の上昇に伴い人口の増大と富の蓄積が始まると、それらを守るための施設を作り維持する社会的余裕も生まれた。またカロリング朝フランク王国が衰退・分裂して中央の支配力が緩みだし、ノルマン人やマジャール人の侵入が激しくなると、各地の領主は半ば自立して領地や居舘の防備を強化しはじめた。当初は居館と附属施設の周りに直径50mほどの屏を作り、濠を掘る程度だったが、10世紀の終わり頃から城と呼べる建築物を作るようになった。
多くは木造の簡易なもので、代表的な形態がモット・アンド・ベーリー型である。平地や丘陵地域の周辺の土を掘りだして、濠(空濠が多かった)を形成し、その土で小山と丘を盛り上げた。小山は粘土で固めてその頂上に木造または石造の塔(天守)を作った。この丘は『モット（Motte）』と呼ばれる。また、丘の脇または周囲の附属地を木造の外壁で囲んで、貯蔵所や住居などの城の施設を作った。この土地は『ベイリー（Bailey）』と呼ばれた。これは非常に簡単に建築でき、100人の労働者が20日働けば建設できたと考えられている。このような城は、東西は現在のポーランドからイングランドやフランス、南北はスカンディナビア半島からイタリア半島の南部までの広範囲に広がっており、特にフランスで多く使われていた。
また、ほとんどの街も城壁を有する城郭都市となった。古い街の中には、古代ローマ時代の城壁を再建・補強して用いた場合もあった。

##### 11世紀 - 12世紀 集中式城郭

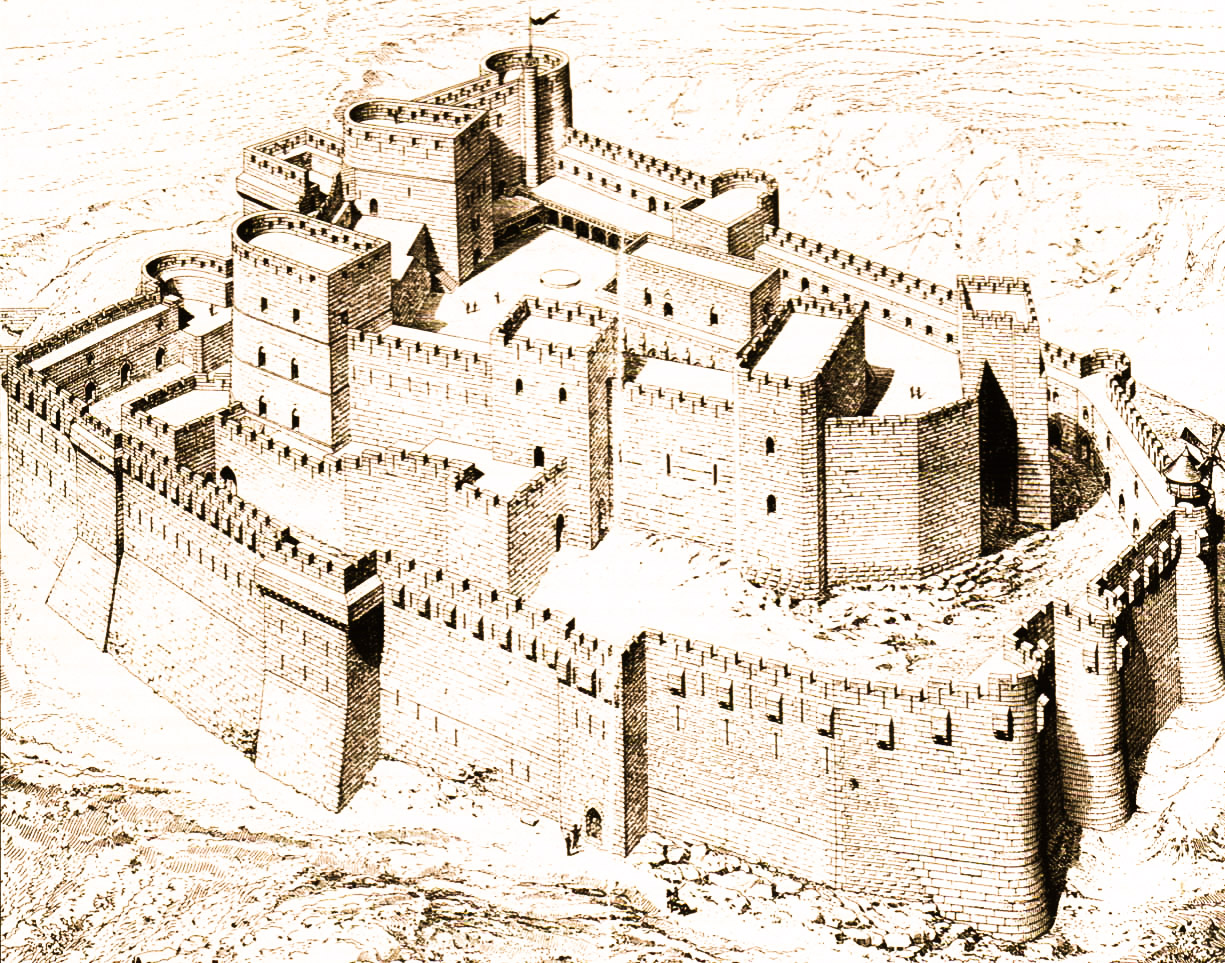
集中式城郭 クラック・デ・シュヴァリエ城

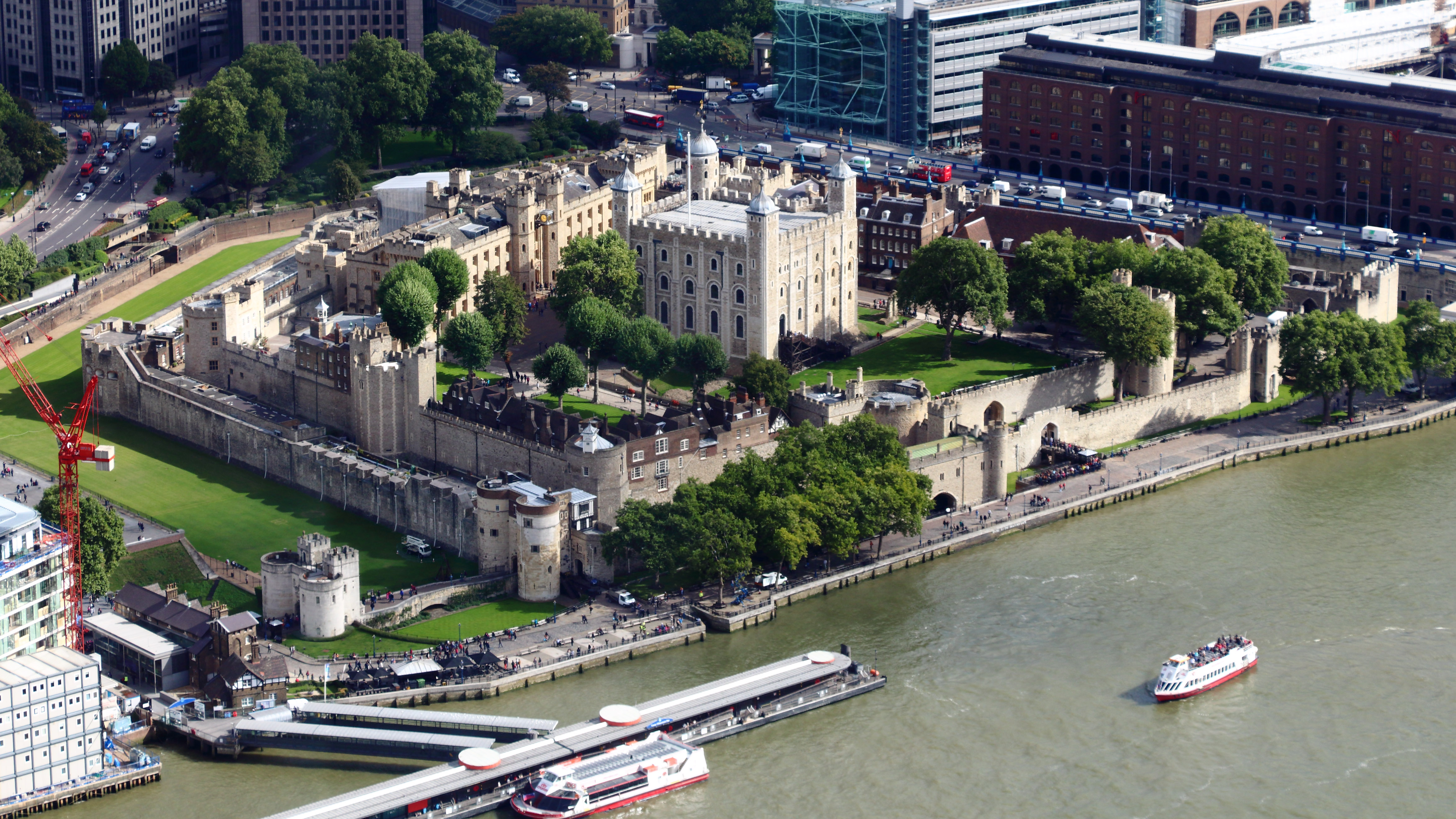
集中式城郭 ロンドン塔

11世紀には、天守や外壁が石造りの城が建築されるようになるが、石造りの城は建造に長期間(数年)かかり費用も高額になるため、王や大貴族による建設が中心であり、地方では木造の城も多く残っていた。石壁には四角い塔が取り付けられ、壁を守る形になった。
12世紀の十字軍の時代には、中東におけるビザンティン、アラブの技術を取り入れ、築城技術に革新的変化がみられた。集中式城郭と呼ばれる城は、モットの頂上に置かれた石造りの直方体の天守塔『キープ（Keep）』が、同心円状に配置された二重またはそれ以上の城壁で守られていた。内側に行く程、壁を高くして、外壁を破られても内側の防御が有利になるよう工夫されている場合もあった。
石造りの城を攻撃するためには、地下道を掘って城壁を崩したり、攻城塔や破城槌を使う従前の方法だけでなく、12世紀後半には十字軍が中東から学んだカタパルト (投石機)が使われるようになる。投石機は50kgの石を200m余り飛ばすことが出来るものもあり、14世紀末に大砲にその役が取って代わられるまで城攻めの中心的兵器であった。この投石機より飛来する石弾の衝撃を逸し吸収するため、直方体の塔は多角形を経て円筒形になり、また壁の厚みも増していった。
代表的なものにクラク・デ・シュバリエ城、ガイヤール城がある。

##### 13世紀 カーテンウォール式城郭

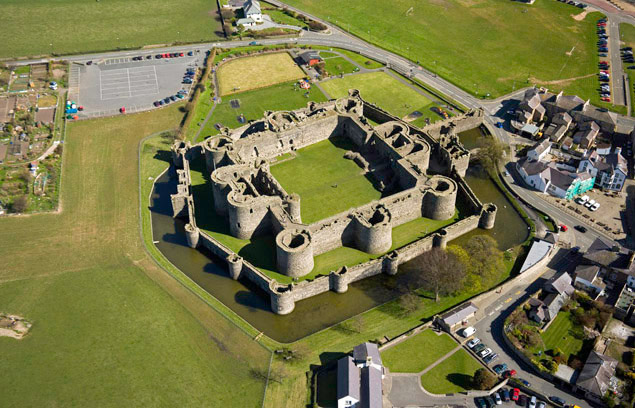
カーテンウォール式城郭 ビューマリス城

カタパルト (投石機)と並んで弓矢による攻撃技術も発展したが、城に立て籠もった防御側の抵抗手段は塔の上から石や熱した油を落とす程度のものであった。12世紀後半になり、塔や城壁に矢狭間を設けてクロスボウを用いて反撃を行うようになった。城壁には壁面から突出する半円形の塔（側防塔）を配し、そこに矢狭間を設けることで城壁に取り付く敵兵に左右から射掛けることが可能となった。こうして城の軍事的機能の中心は天守塔（キープ）から側防塔を配した城壁に移行していった。ついには、城とは強固な城門（ゲートハウス）と側防塔を配した城壁そのものとなり、城壁に内接する形で居住スペースなどの建物が配置された。この様式の城（城壁）のことをカーテンウォール式城郭と呼ぶ。
ここに至り天守塔（キープ）の軍事的意味は消滅し、強固な城門であるゲートハウスがその役目を担うことになった。だが、城主たちは天守塔の持つ支配と権力の象徴性を重視し天守塔を建てることに固執した場合もあった。

#### 近世

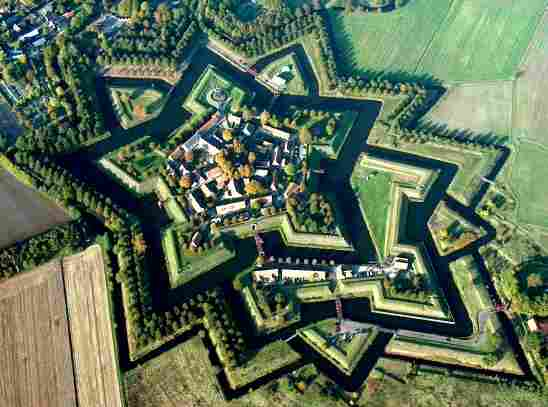
星形要塞 ブルタング要塞

##### 14世紀 - 15世紀 要塞

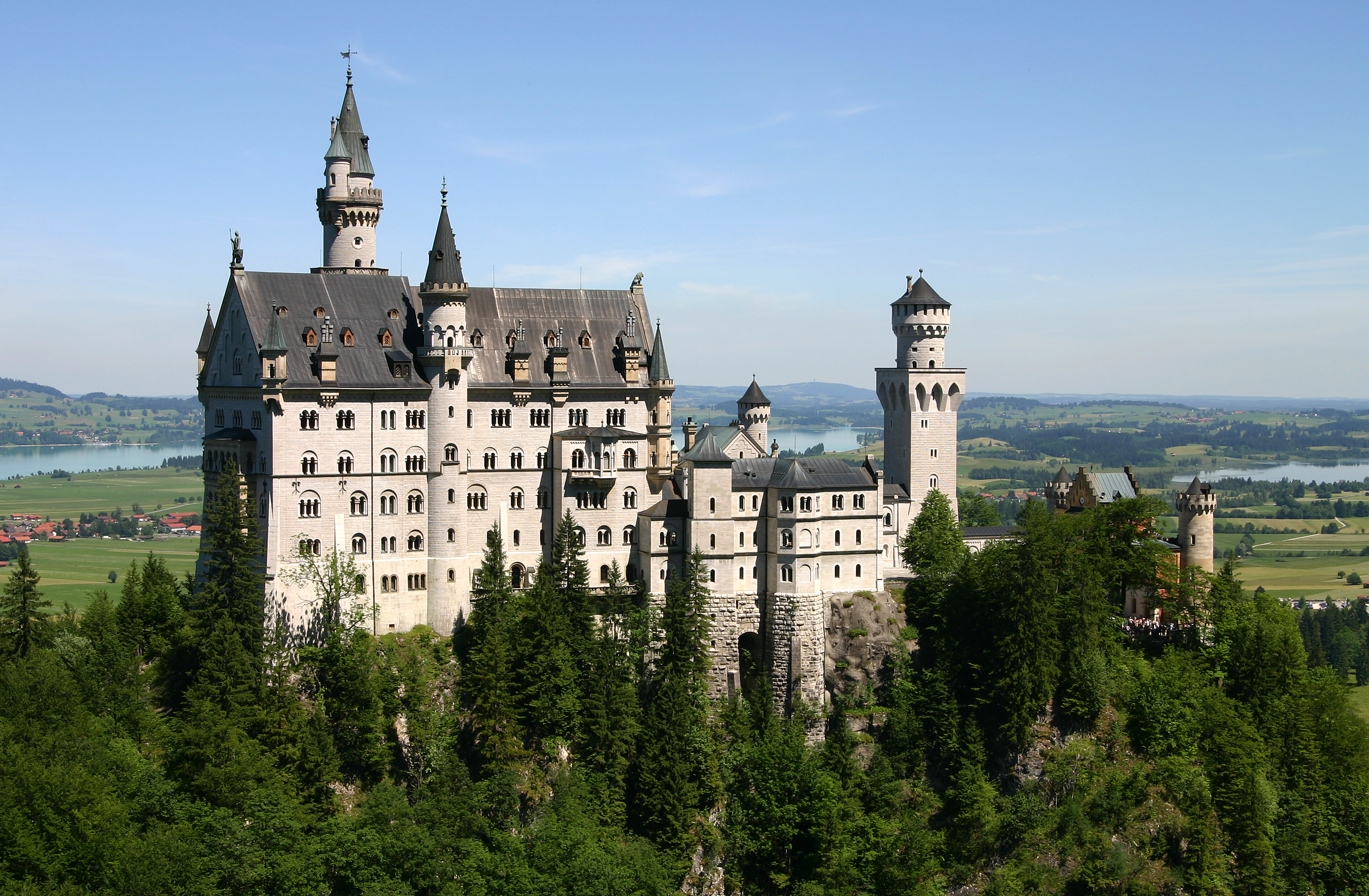
ノイシュヴァンシュタイン城

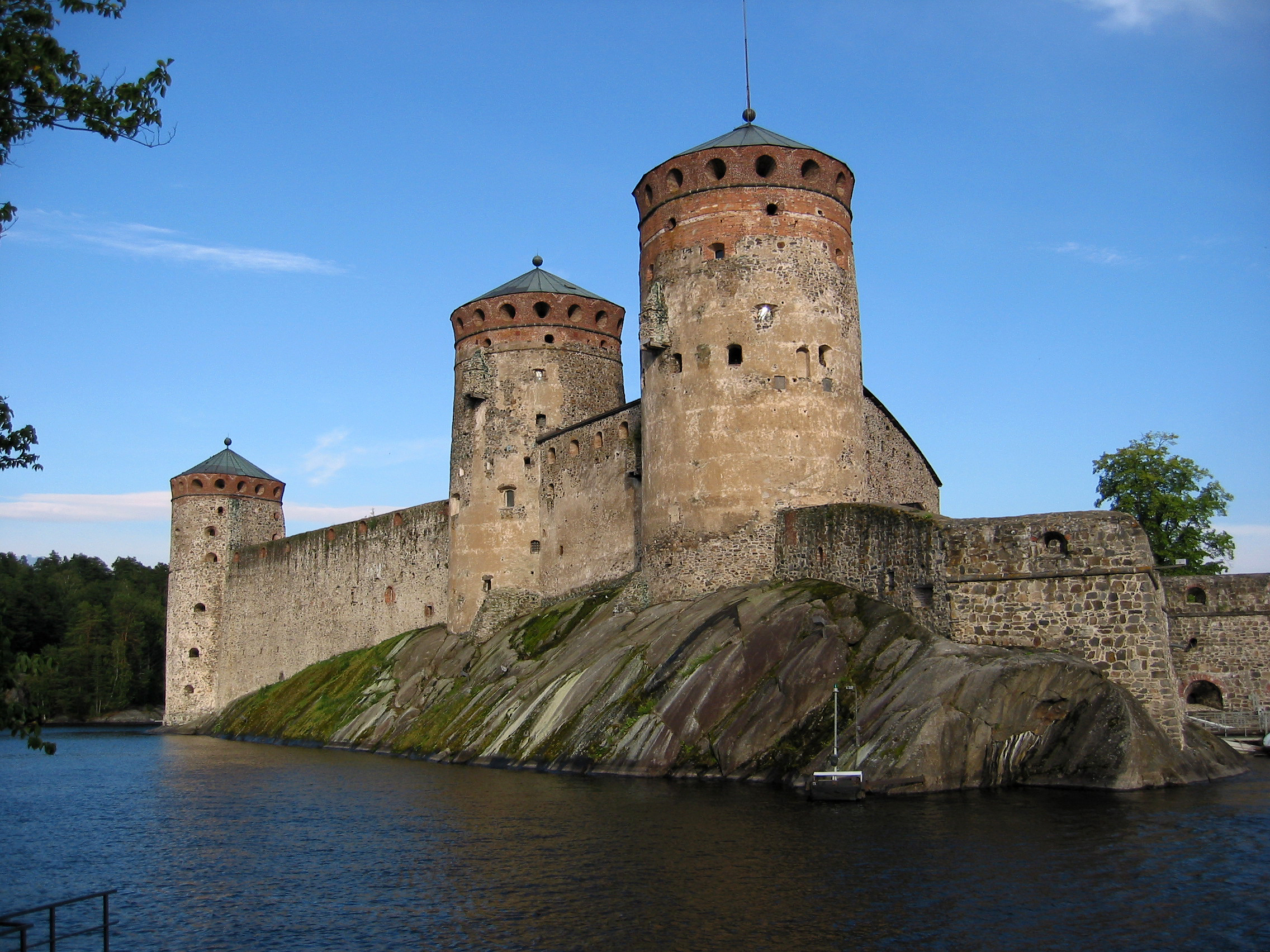
14世紀に建てられたフィンランドのサヴォンリンナにあるオラヴィ城

ビザンツ帝国ではギリシアの火と呼ばれる火炎放射器が使われていたが、これが西ヨーロッパに広まることはなく、14世紀頃に中国から伝わった黒色火薬の製造技術が大砲の製造を可能にした。当初は鍛鉄の棒を円筒形に並べた固定したものや、青銅の鋳物を用いた「大型の大砲」が造られ、15世紀中頃からは高炉技術の普及で鋳鉄を用いた「中型・小型の大砲」が大量生産されるようになる。15世紀の砲弾には炸薬や信管は無かったが、初速が大きく水平に近い軌道で飛ぶ砲弾の破壊力は大きかった。高い建造物は大砲の標的となったため城壁は高さよりも厚さを重視するようになり、さらに地下に掘り下げて建設され地上からはその姿を見いだせないような要塞型の城となっていく。この形の城は最終的に星型要塞となった。
これに対して、王侯貴族の住居は国境から遥かに離れた安全な地に防衛機能より居住性や壮大さや豪華さを重視した、優雅で窓の多い城や邸宅が建てられた。また、地方の中小貴族層は住居と所領経営の拠点である小型の邸宅に住むようになった。現在のヨーロッパの城のイメージは、近世に建築されたこれらの軍事機能を持たない城や邸宅によるものである。

### 構造

#### モット

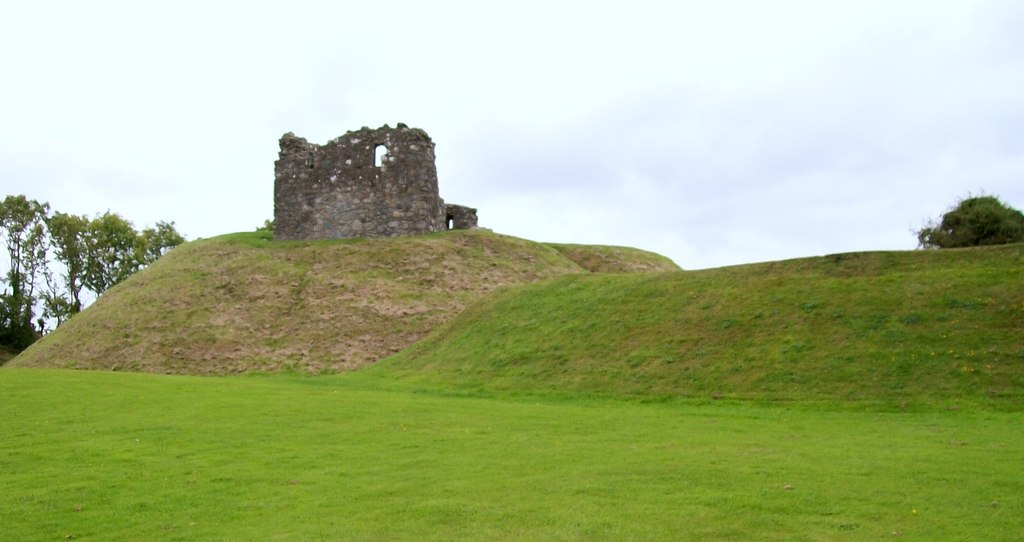
クラフ城（左側の丘がモット、右側がベイリー）

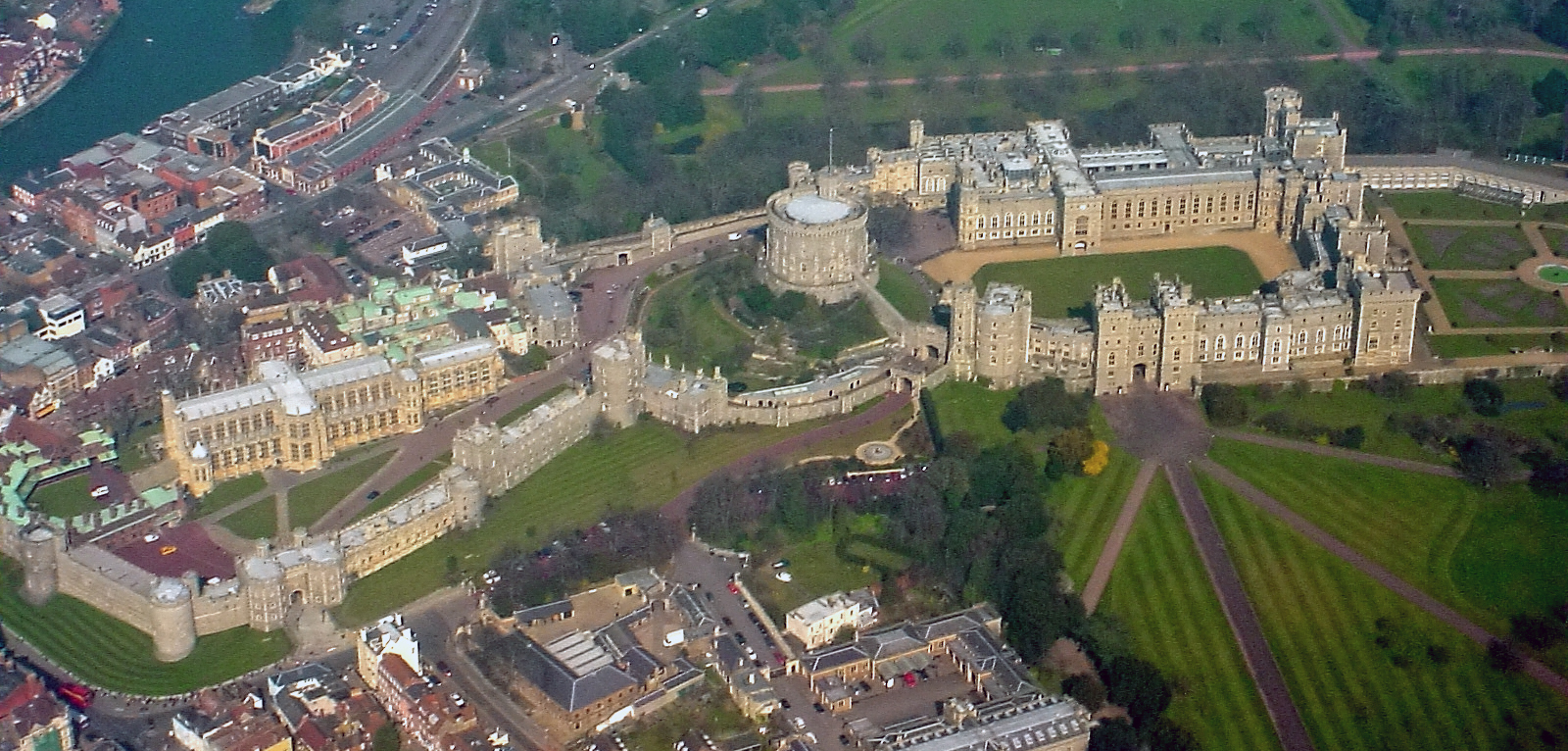
ウィンザー城（中央のモット（キープ）と、左右のベイリー）

中世において、城を構築する平地や丘陵地域の周辺の土を掘りだして濠を形成し、その土で盛り上げた城の中心となるために造った小高い丘のことをモット（Motte）という。または自然の地形を利用して、既存の小さな丘を用いることもあった。この丘の上には当初は監視所が、後に塔が建てられて城を防衛する上で戦略上重要な場所であった。一つの城には一つのモットが標準であるが、リンカン城のように二つのモットが造られた城もある。

#### ベイリー
ベイリー（Bailey）とは、モットと共に濠や柵、城壁で囲まれた城内の区域。住居施設や倉庫、防御施設のほか武器を整備する工房や城内教会（王家のチャペル）などが建てられていることもあった。一つの城に、二つ以上のベイリーが造られていることも多く、防御区画や異なる城内機能の区分けとして用いられていた。中庭（Courtyards）と表記されることもある。

#### キープ
キープ（Keep）とは中世ヨーロッパの城で中心となる建造物。モットの頂上に建てられ、当初は木造の塔が、後に石造りの塔が造られた。日本語で主塔、大塔、天守塔、またはフランス語読みのドンジョン（フランス語: Donjon）と表記されることもある。初期のモット・アンド・ベーリー式の城郭であっても、モットの頂上は少なくとも木造の矢来で囲まれており、時には塔や他の構築物で囲まれていることもあった。これらの木造の構造物が11世紀から12世紀頃にはキープと呼ばれる石造りの建築物となった。多角形の石造りの外壁で囲った包囲建築物であるシェル・キープ（shell keep）が初期に多く見られ、後に2〜3階建ての低い建物ホール・キープ（hall keep）、さらには3階以上の高い塔タワー・キープ（tower keep)と発展した。キープの平面形状は、初期は四角形であったが、11世紀後期頃からは円形（円筒形）やそれに小塔を付けたもの、12世紀中頃には四つ葉型、12世紀後期以降は多角形のものが建てられるようになった。また15世紀頃以降、タワー・ハウス（Tower house）と呼ばれる居住空間をも包含した小型の城のような形態も現れた。

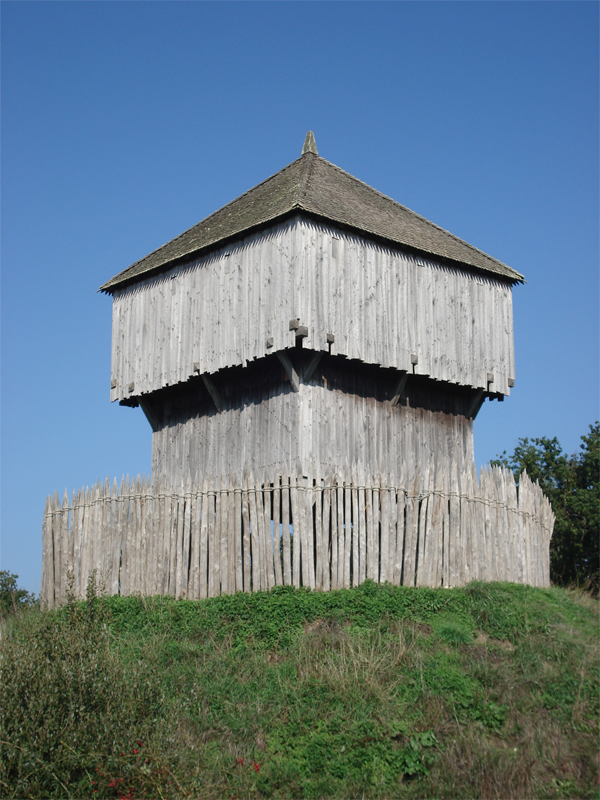
Saint-Sylvain-d'Anjou城（木造キープ）
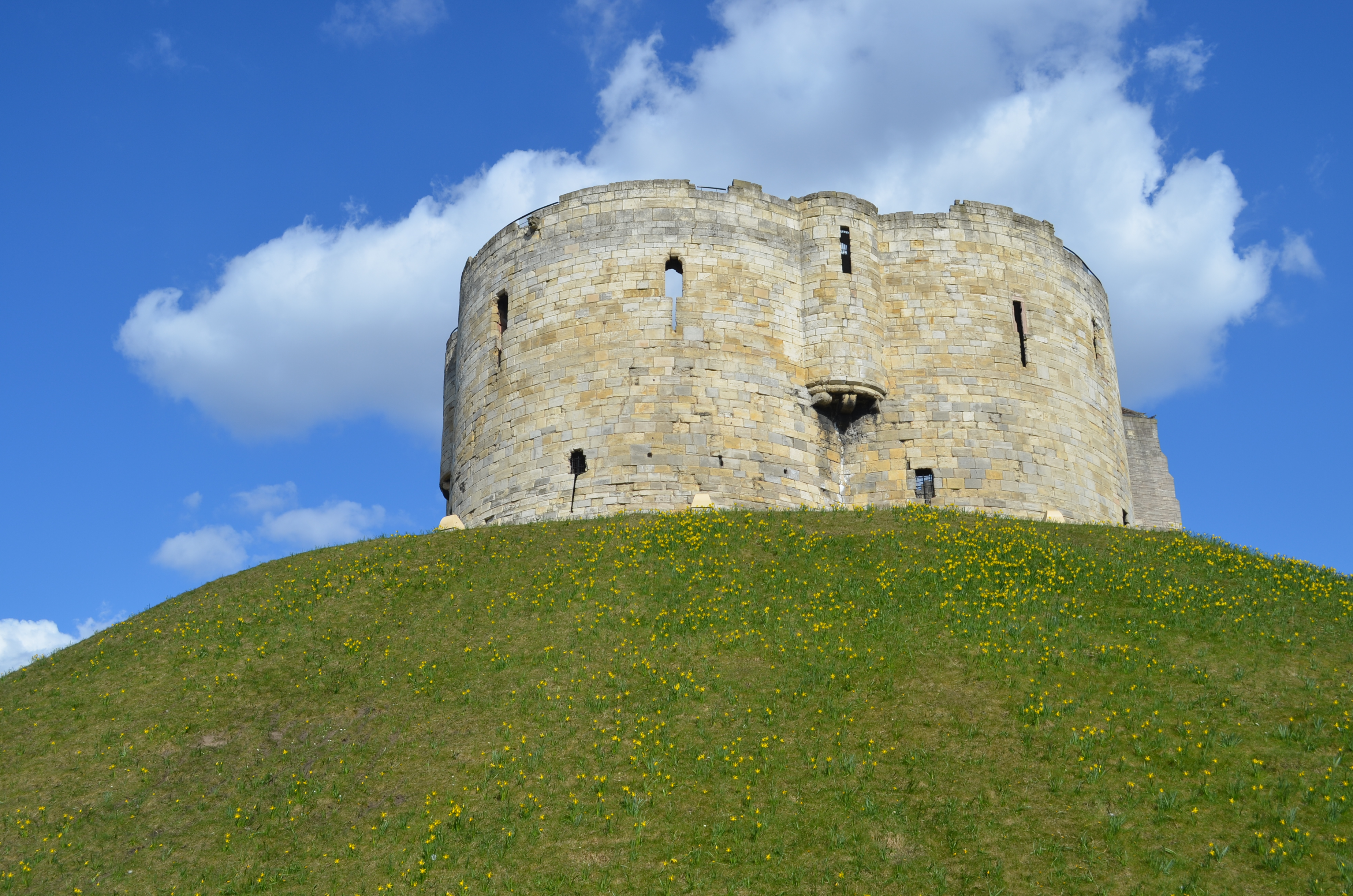
ヨーク城（シェル・キープ）
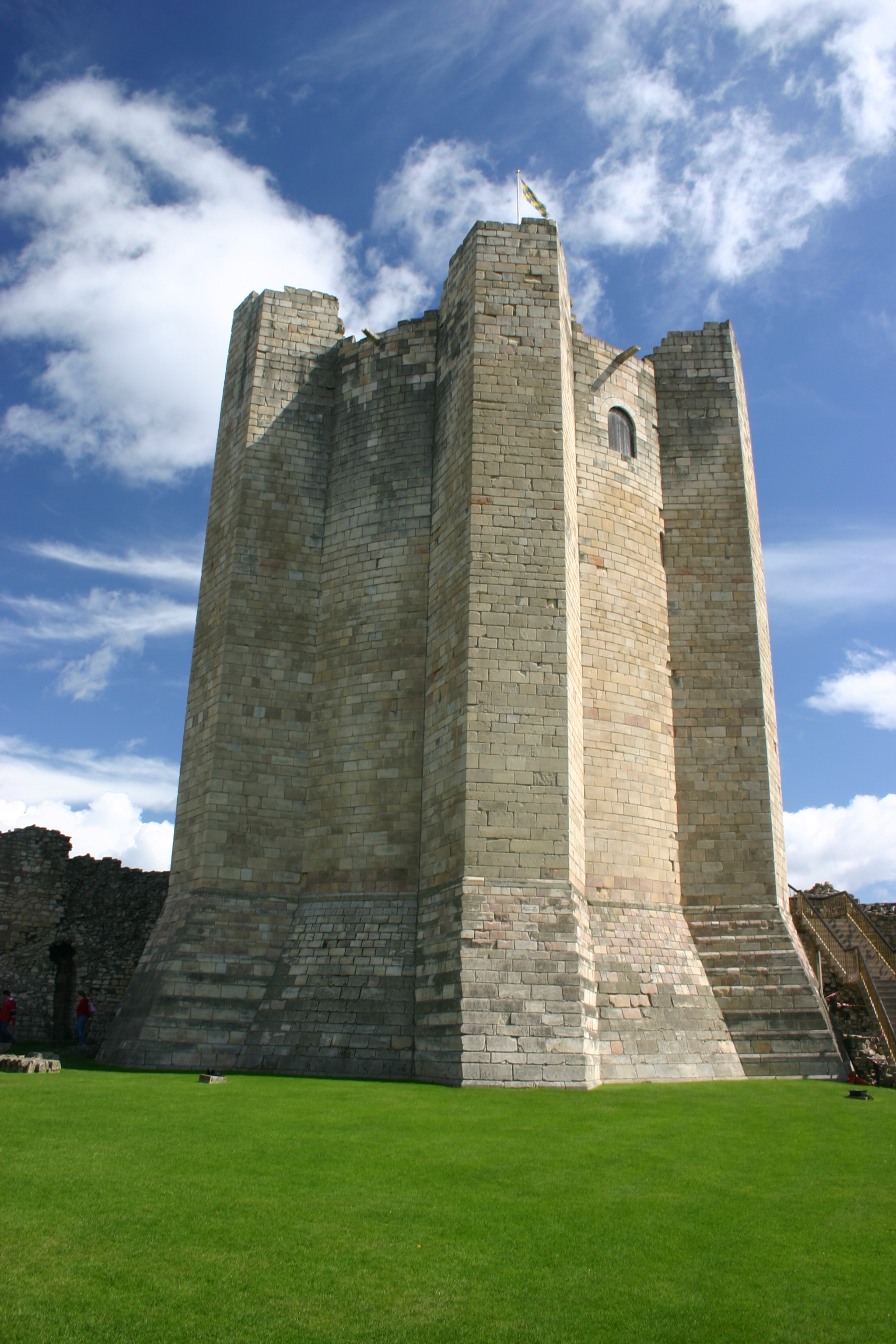
コニスボロー城（円筒形に小塔を付加したタワー・キープ）
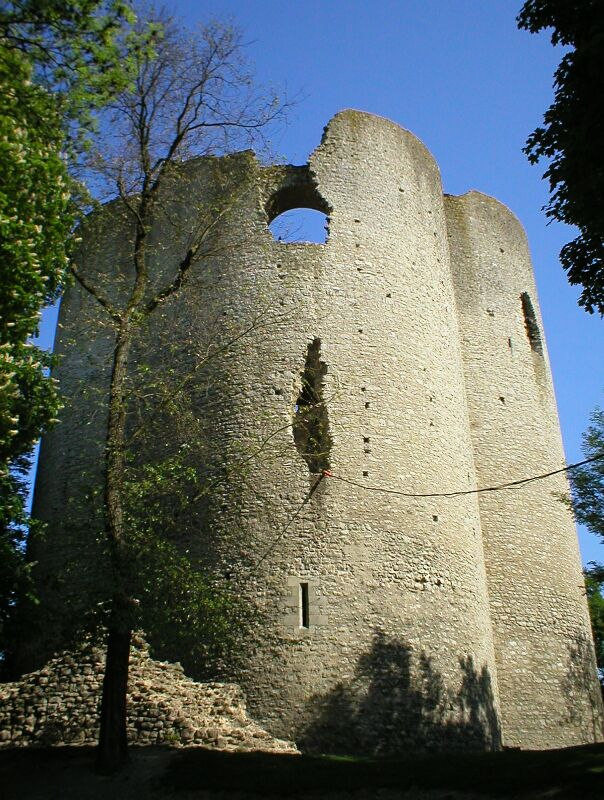
エタンプ城（四つ葉型のタワー・キープ）
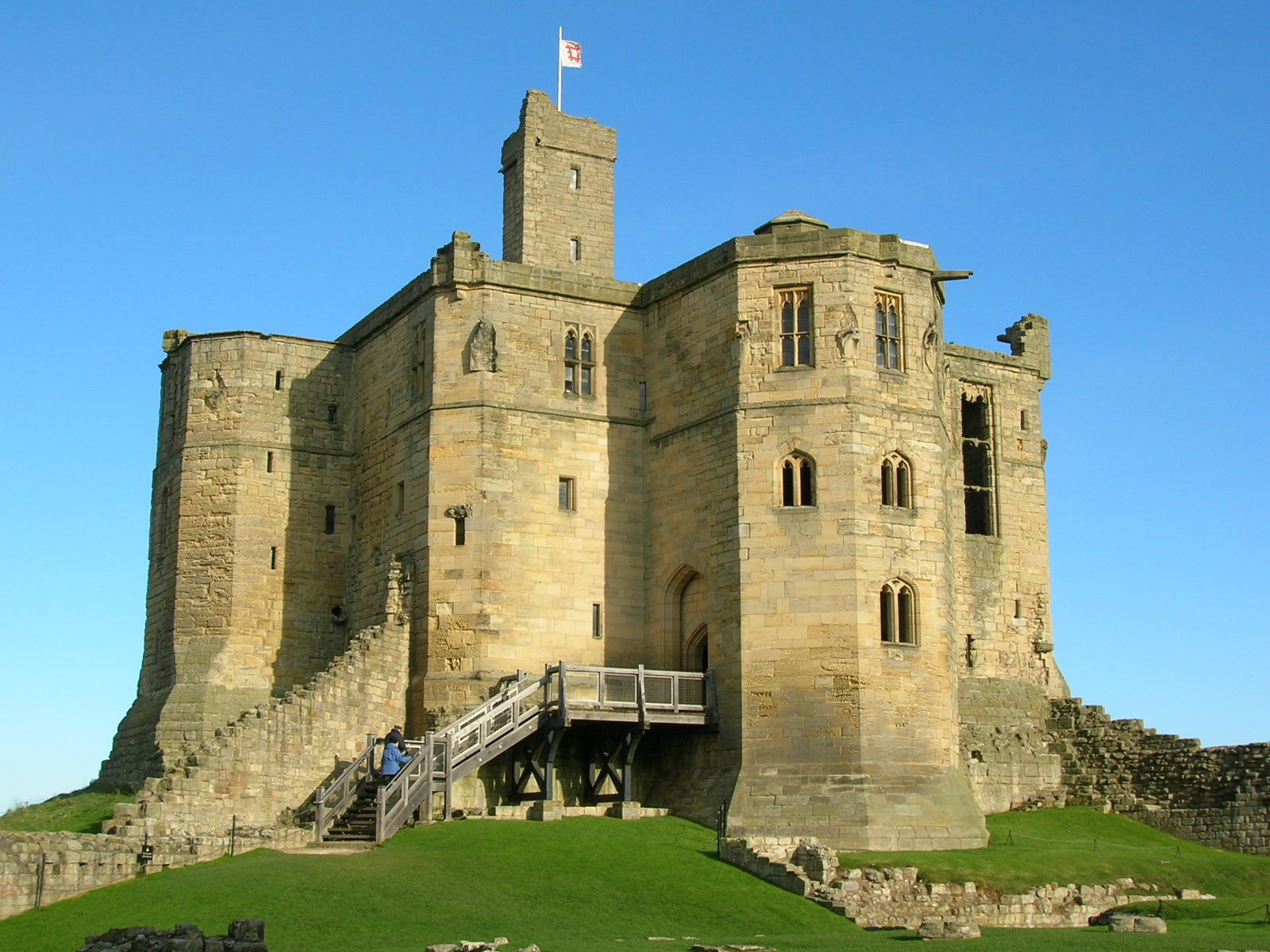
ワークワース城（大型のタワー・キープ）
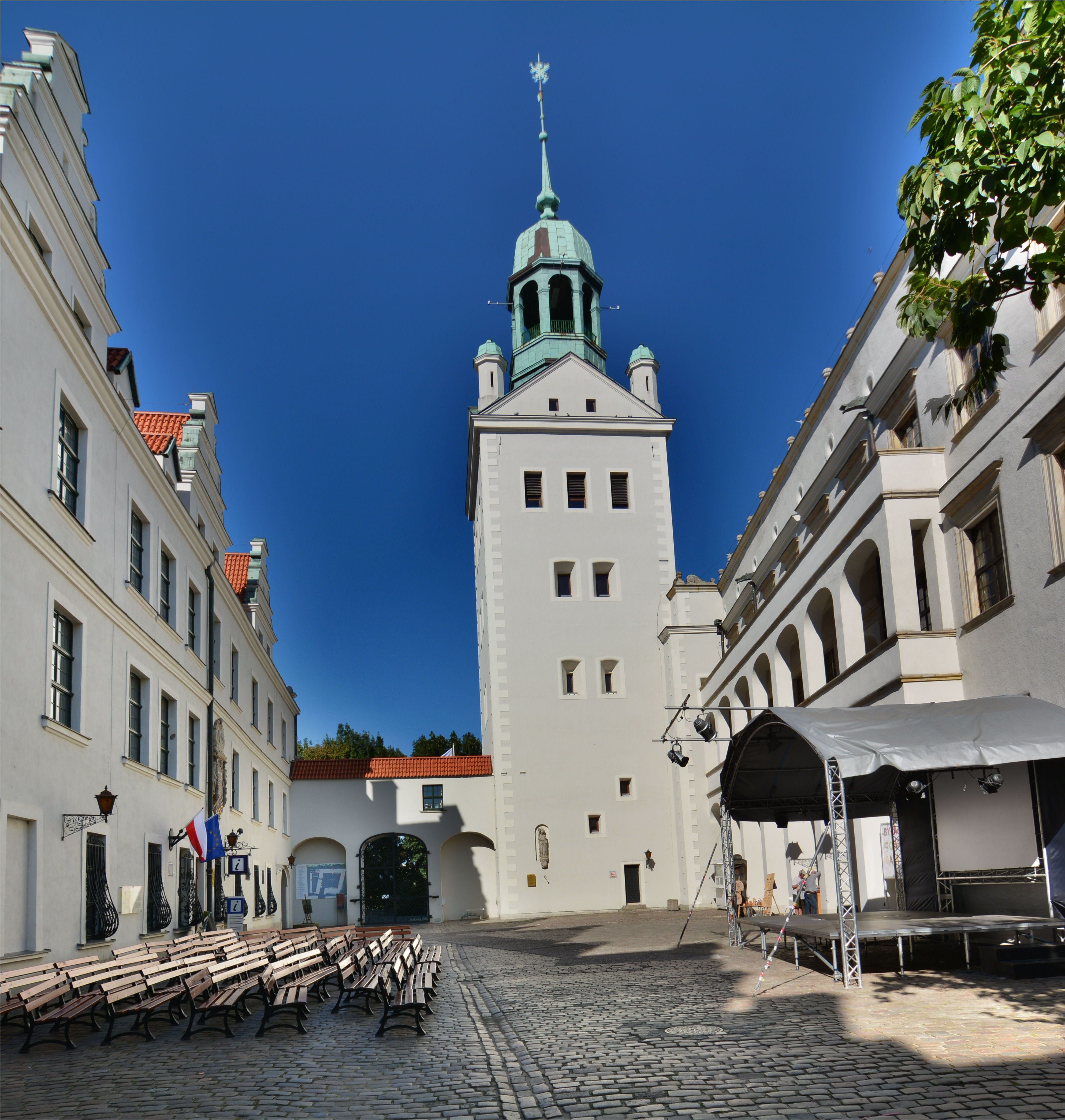
シュチェチンの城 (小さな中庭と塔), ポーランド

#### 城壁
城壁（Enceinte）とは、城（モット及びベイリー）を包囲して防御機能を果たす幕壁（カーテンウォール）及び城壁塔・堡塁などの一連の構築物のこと。初期の単純な形の城壁は、城壁上部の歩廊に狭間（Crenellation）付き胸壁（Battlement）を備えた壁で、しばしば狭間窓（射眼）が設けられていることもあった。攻城技術の発達に伴い、城壁の構築技術は13世紀頃にかけて頂点に達した。城壁には壁面から突出する半円形の塔（側防塔）を配し、そこに矢狭間を設けることで城壁に取り付く敵兵に左右から射掛けることが可能となった。幕壁部分の下部に傾斜面を設けることで、掘削による壁の破壊を難しくし、攻城塔が取り付きにくくすると共に、この傾斜面が幕壁を分厚くすることで砲撃に対するより高い抵抗力を持つようになった。幕壁（カーテンウォール）には一定間隔で塔（側防塔など）が造られ、塔の戦術上の重要性が認識されてくるとその間隔は短くなっていった。この塔は防衛目的のために造られた側防塔（Defensive Tower）のほか、戦術上有利な地点に設けられたタレット（Turret）や張り出し櫓（Bartizan）、主に居住空間を提供した居住塔（Lodging Tower）などがあった。
一部の城では、城壁や塔の頂上部に屋根状の木造構造物を架けたものもあり、これを櫓（Hoardings）という。
城（城壁）には少なくとも一箇所の城門（Gateway）があり、一基の塔内部に門が組み込まれている場合（Gate tower）と、1〜2基の塔が門の脇を固めている場合のいずれかであった。13世紀になると、城門とキープの機能を兼ね備えた楼門（ゲートハウス）が造られるようになった。この楼門は双子の円筒型の塔の間に四角形の居住用建物が追加されたものが多かった。城門を閉じるために、跳ね橋（Drawbridge）、落とし格子（Portcullis）及び門扉が備えられるのが一般的であった。さらに防御機能を強化するため、門の外側に要塞化した小堡（バービカン）が設けられることもあった。

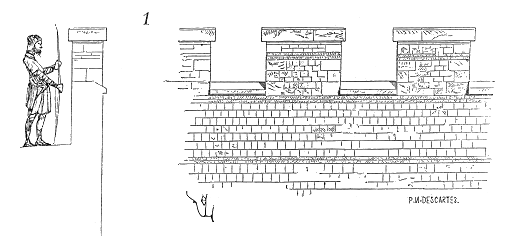
狭間（凹部）付き胸壁
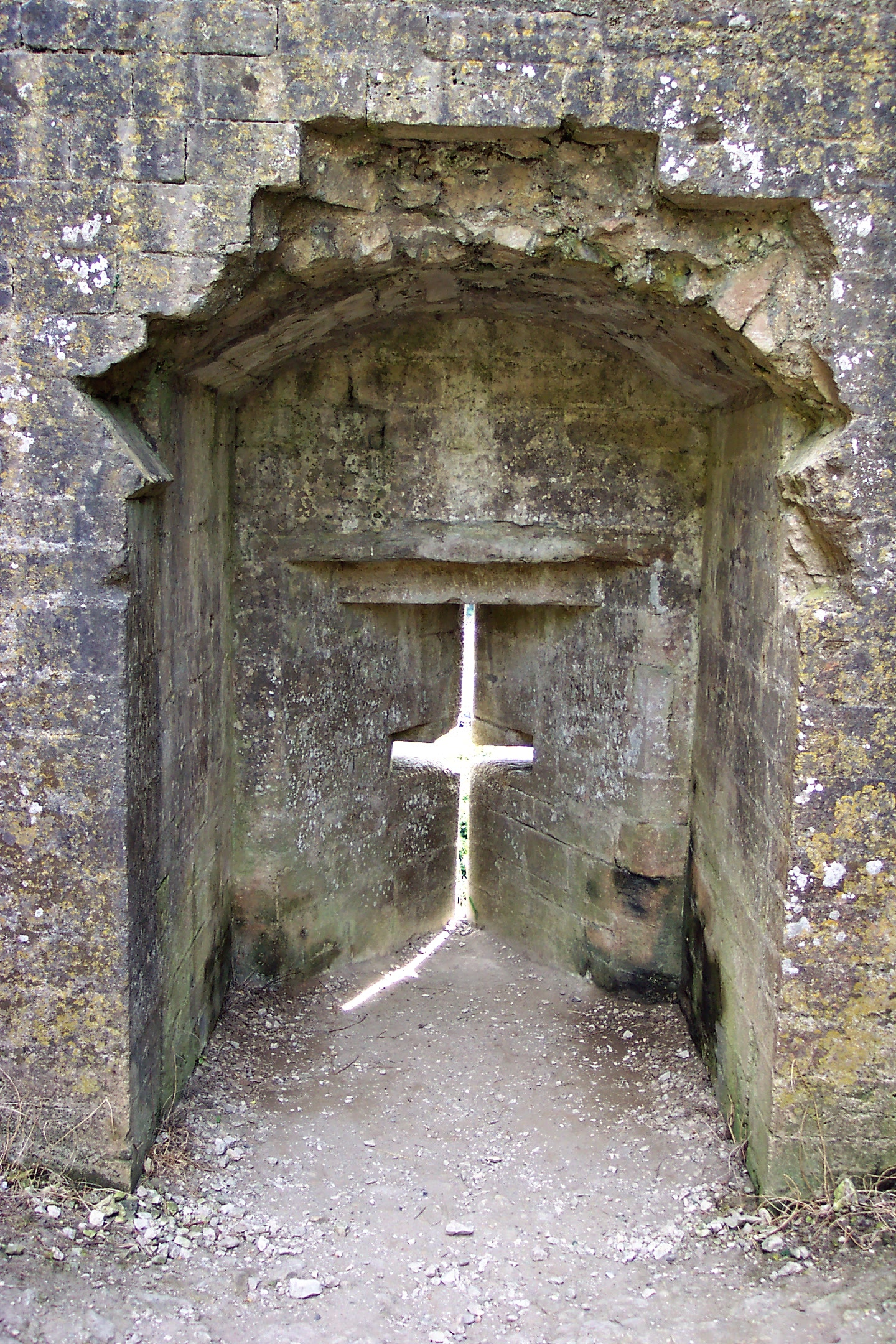
狭間窓（射眼）
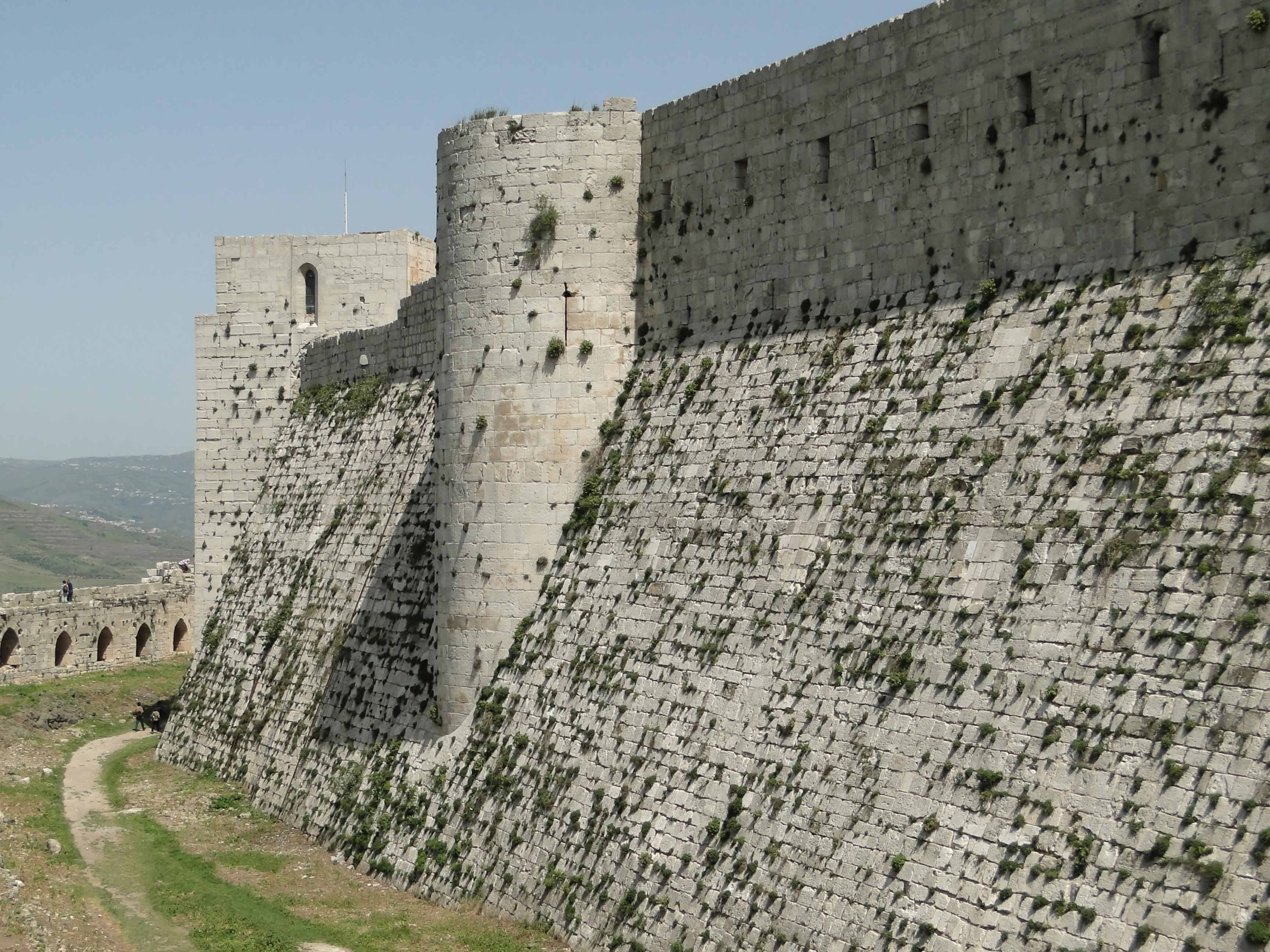
側防塔と幕壁の傾斜面
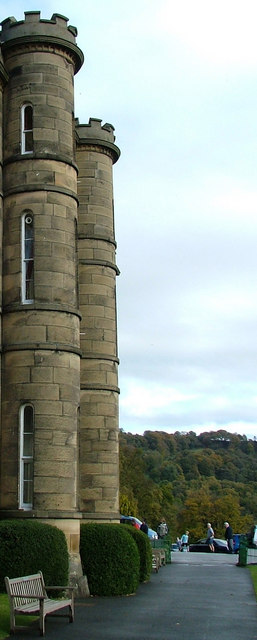
小塔 Turrets
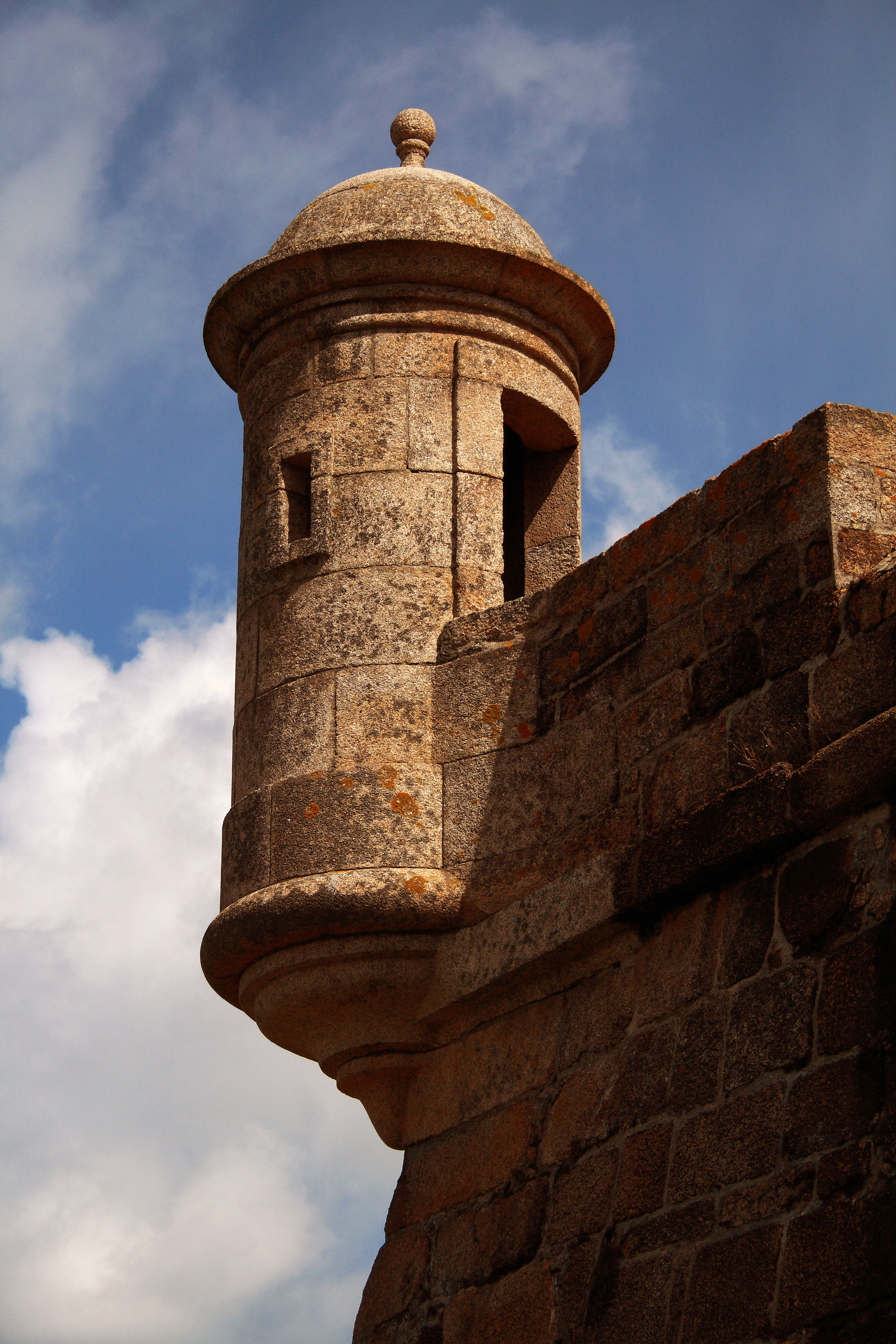
張り出し櫓 Bartizan
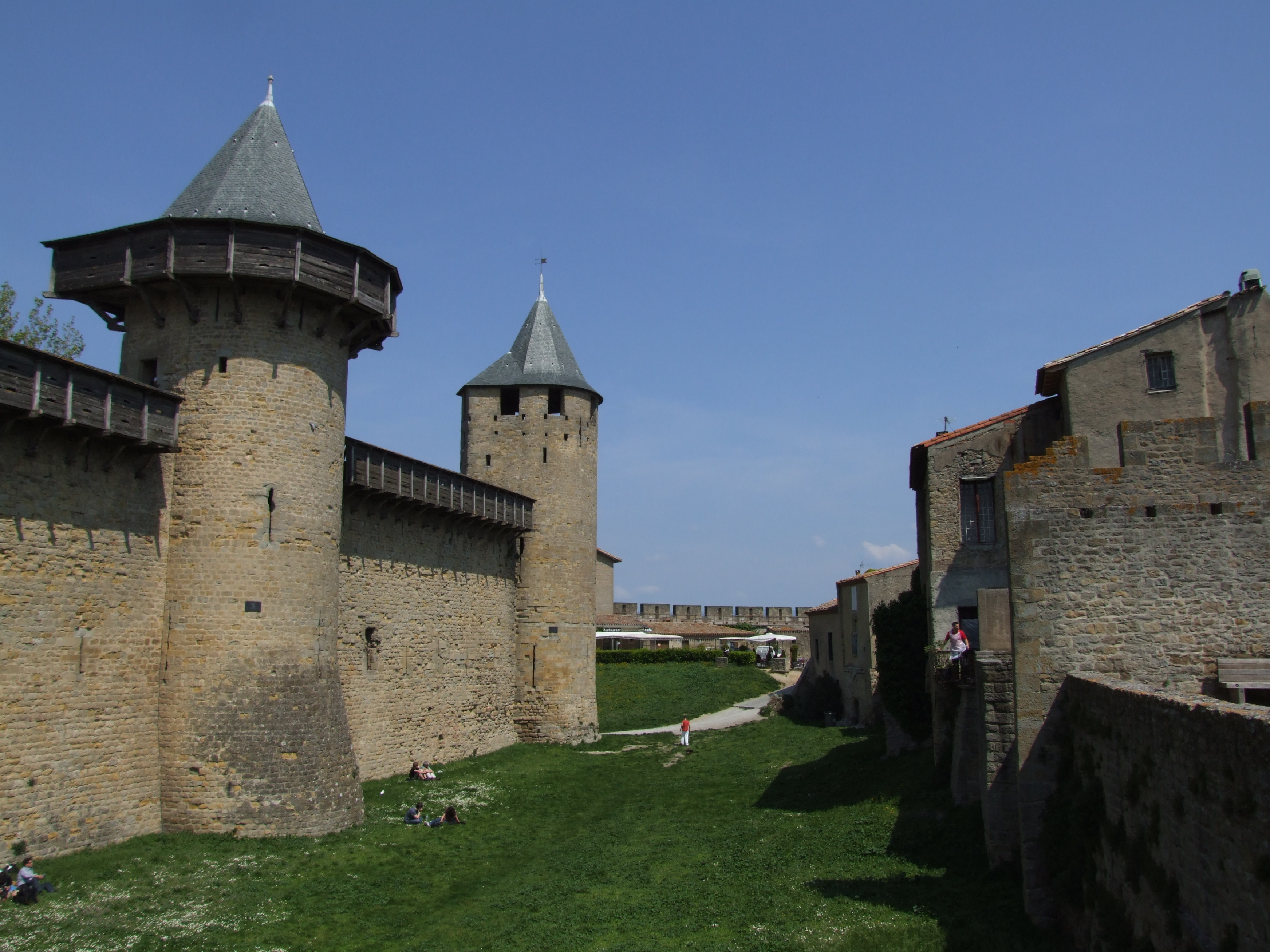
塔や城壁の上部に造られた櫓
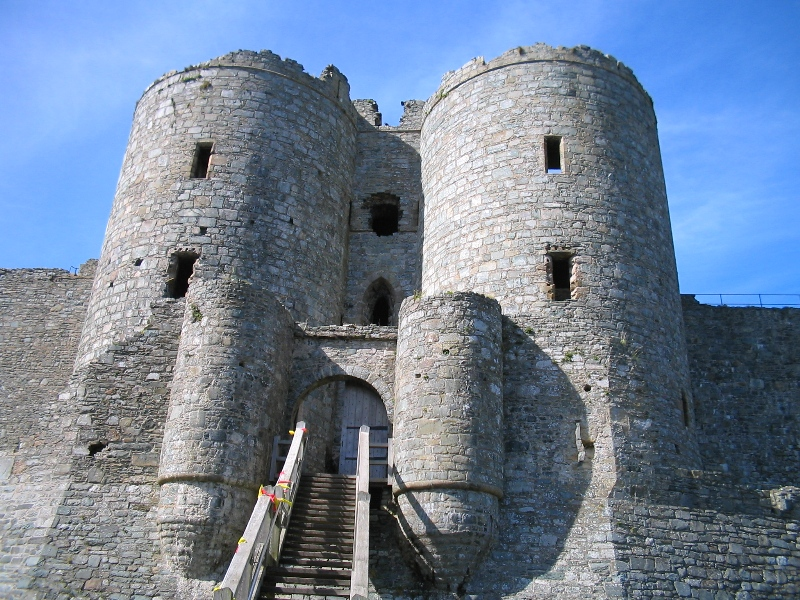
楼門（ゲートハウス）
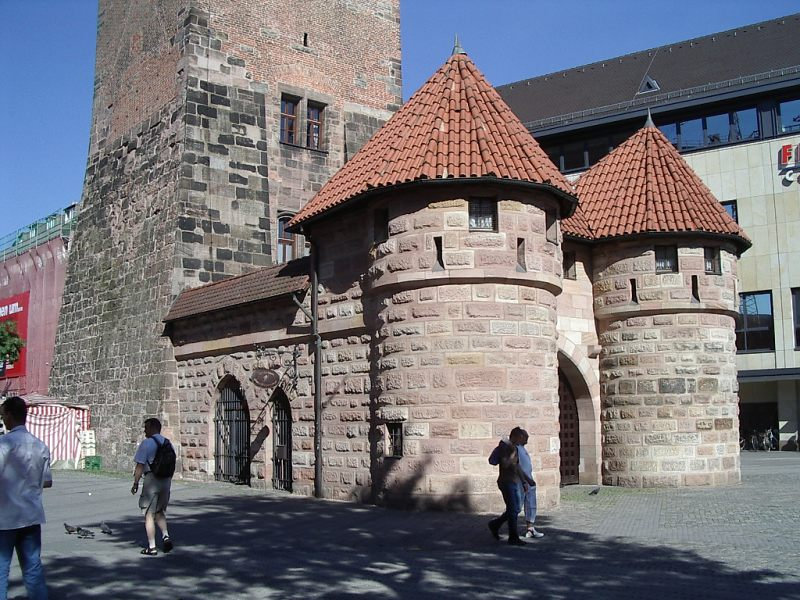
小堡（バービカン）

## イスラム圏
古代オリエントでは、上記のヨーロッパの項目にあるように城壁で囲まれた都市国家が成立した。その後、ローマ帝国によって併合されると、やはり上記通り恒久的な要塞ではなくローマ街道による機動的な防衛により大規模な城塞は、建設されずにいた。しかしやがてイスラム勢力が台頭し、ローマ帝国の勢力が衰えるとヨーロッパとは異なる進歩を歩み始めた。
城は、軍事技術だけでなく現地の為政者と結びつく関係上、文化的な差異から逃れることは、出来なかった。イスラム教圏は、様々な地域に跨るため城の建築は、現地の文化を取り込んだり、逆に現地に影響を与えた。アルハンブラ宮殿、トルヒーリョ城、アンベール城、ラール・キラー、トプカプ宮殿、ルメリ・ヒサールなど広範な地域で著名な城が建設された。美術面での違いを除けば中国やヨーロッパの城と同じく火砲に備え、塔や城壁を持つ点で全体的には、似た部分も多い。
- サーサーン朝の城（ペルシア語版）
- エジプトの城の一覧（英語版）

## 中国

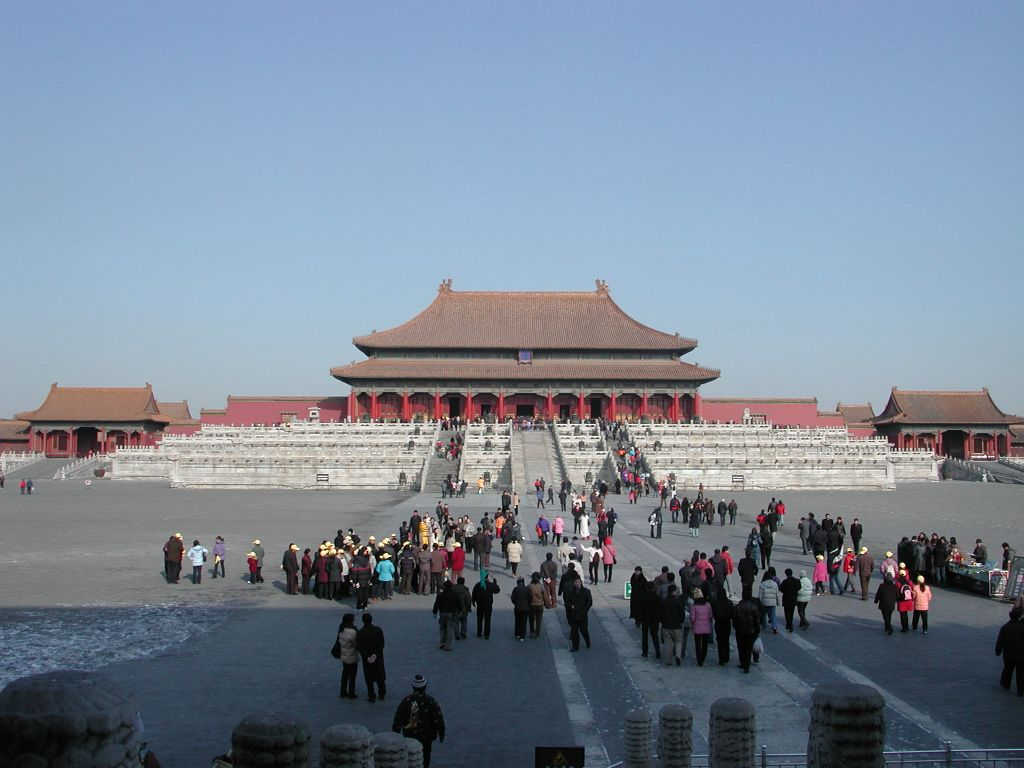
明清代皇帝の居城、紫禁城

中国における城とは、本来城壁のことを意味し、都市や村など居住地全周を囲む防御施設を指すことが多い。そのため中国語では都市のことを城市といい、欧州や日本に見られるような城は城堡という。ちなみに城壁のことは城牆（じょうしょう）という。
大規模なものは、宮殿など支配者の住む場所を囲む内城と、都市全域を囲む外城に分かれており、内城は城、外城は郭と呼ばれ、併せて城郭といわれる。辺境では北方騎馬民族の侵入への備えとして万里の長城を発達させた。また、城とは呼ばれないが長大堅固な城壁を持つ要塞として、交通の要所におく「関（かん）」が重要である。

### 構造
城壁は当初、版築による土壁であり、唐長安城の城壁も全長27kmに及ぶ長大な土牆（どしょう）であった。時代が下るとさらに城壁の強度が求められ、現在中国各地に遺構として残る明代以後の城壁はその多くが堅牢な煉瓦造りである。城壁の上部は城兵が往来可能な通路となっており、城壁に取り付いた敵軍を射撃するために「堞」（女牆）と呼ばれるスリットの入った土塀が備えられていた。城壁は一定間隔ごとに「馬面」という突出部を持ち、これが堡塁の役目を果たして敵を側面から攻撃するのを助けた。
城壁には市街に出入りするための城門が設けられていた。石造りの土台をくり抜き、トンネル状として（これを「闕（けつ）」という）その上部に木造重層の楼閣が建てられ、その上には門の名称を記した「扁額」が掲げられた。城門はその多くが二重構造となっており、城門の手前に敵を食い止める目的で半円形の小郭が設けられていた。これは「甕城（おうじょう）」と呼ばれ、洋の東西を問わず普遍的に見られる防御構造であり、日本城郭では「枡形虎口」がこれに相当する。外敵が城内に攻め入るためにはまず、この甕城で足止めされることになるため、城兵は城壁や箭楼（甕城に設けられた櫓）から銃撃をしかけることができた。
中華人民共和国時代に入って、市域拡張のため、また近代化の妨げになるという批判もあり、ほとんどの都市では城壁は取り壊されたが、西安や平遥のように中華人民共和国国家歴史文化名城という文化遺産保護制度で保護されているものも多い。

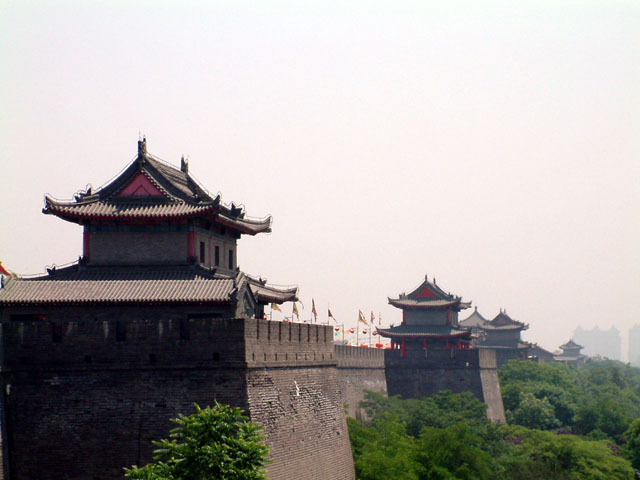
西安城に残る城壁
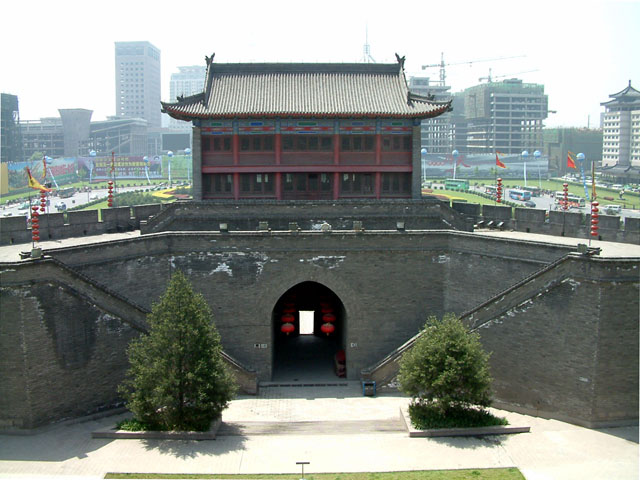
西安城南大門の甕城
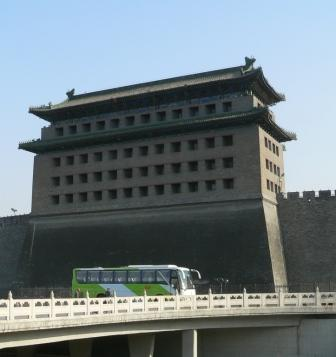
北京城徳勝門甕城の箭楼。多数開いた窓は銃眼。
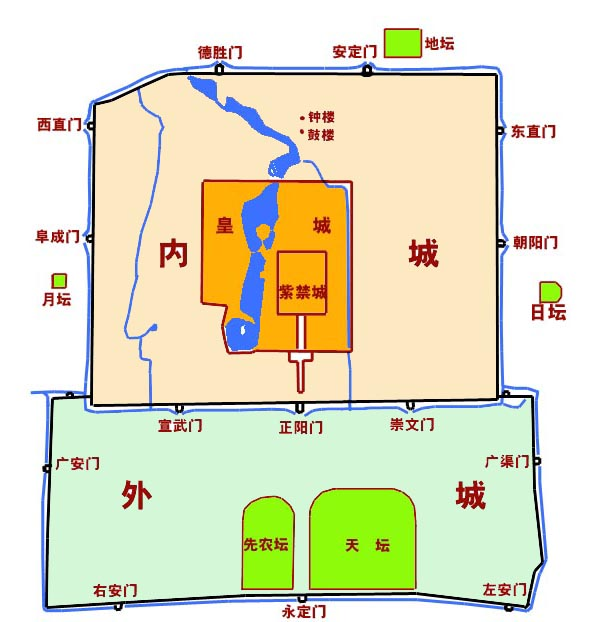
北京城見取図。四周を堀と城壁が囲む。

## 朝鮮半島

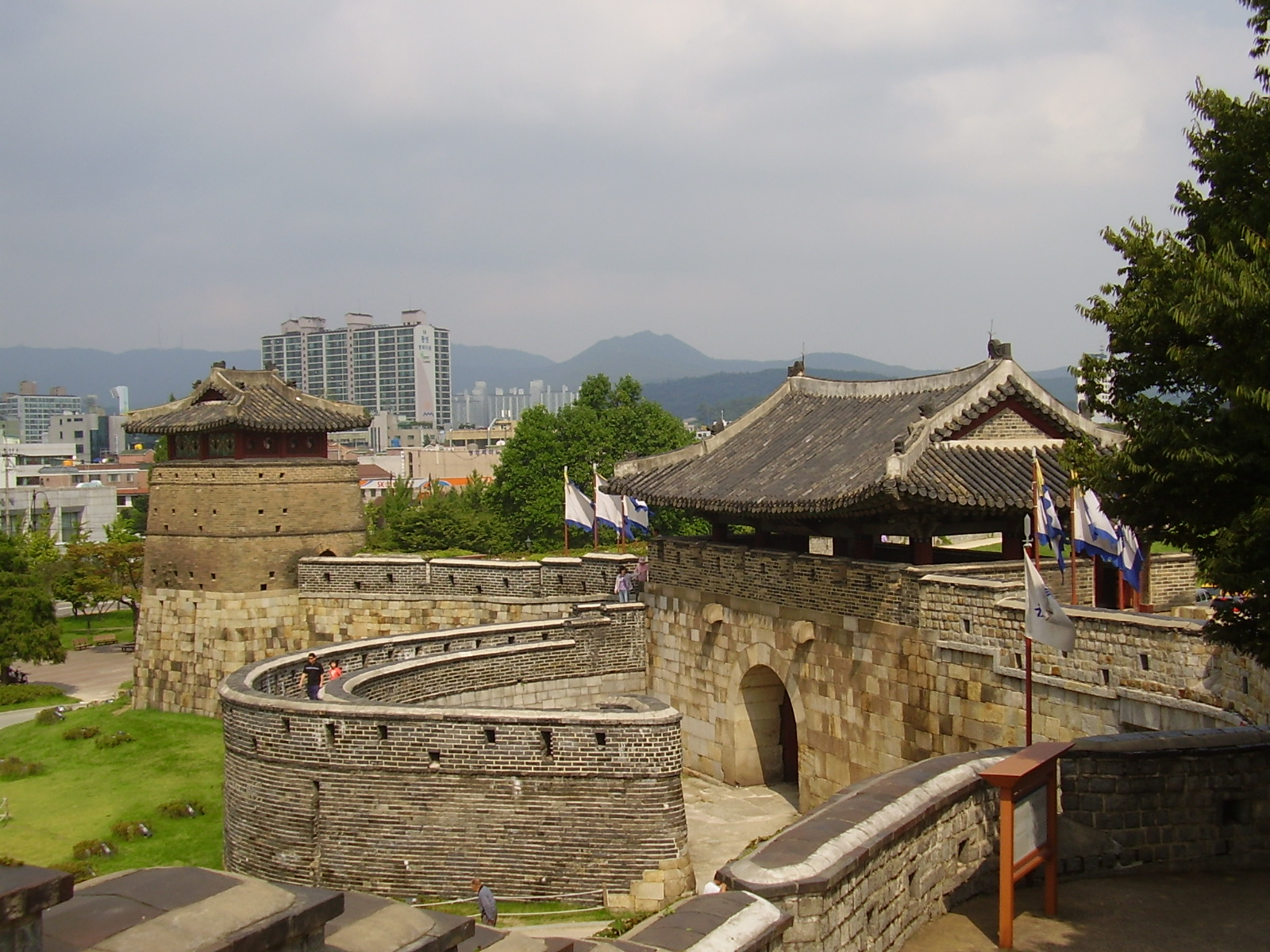
李氏朝鮮の城門（華城華西門〈大韓民国京畿道水原市〉）

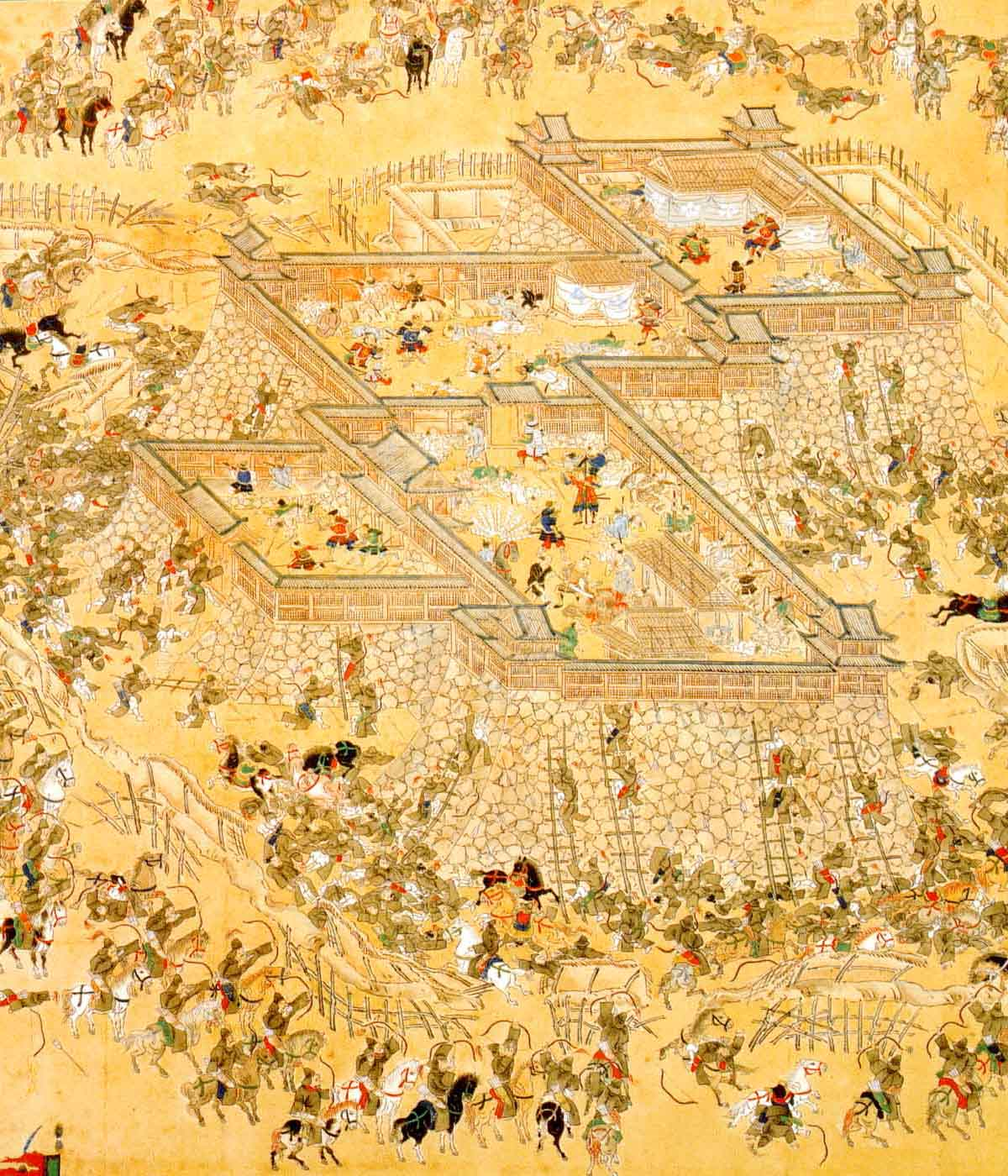
蔚山城（蔚山倭城）（「蔚山籠城図屏風」）

朝鮮半島の城は、朝鮮固有の形式である山城の他に中国の影響を強く受けた都市城壁を持つ邑城（ウプソン）の2形式があるが時代が下るとともに邑城へと移行した。しかし山がちな地勢上、完全な邑城は少なく山城との折衷形式のものが多く見られる。文禄・慶長の役で日本軍の攻囲に耐えた延安城、また一旦は日本軍の攻撃を退けた晋州城はその折衷形式のものである。現在の韓国水原市にある水原城は、李氏朝鮮の独自性を狙った造りだともいわれる。
井上秀雄の調査によると、韓国の城郭址は、原始時代から現代に至るまでで総数1806城あり、文献と遺跡とが一致するのは381城であり、全体の21パーセントとする。

### 倭城
また文禄・慶長の役で南岸域を中心に日本軍が造った日本式の城も多く存在し、それらは「倭城」（わじょう）と呼ばれている。日本式の総石垣造りで、日本国内の城と同様に櫓や城門、塀を建て並べ、天守を上げた城もあった。

## 文化

### 観光
現存する城は、戦闘時や城主の居住に供されるだけでなく、権勢を誇示するために意匠を凝らして建てたものも多く残るため、地方の観光資源になっているものが多い。フランスにおけるロワールの古城めぐり、ドイツにおけるロマンティック街道は城が観光資源となっている例である。城は史跡や文化遺産でもあるため、見学者の立ち入りをどこまで認めるか、再建・修復時に歴史上存在した状態と観光面での利便性をどう両立するかが常に課題となる。熱海城のように、一度も存在したことがない城郭が現代になって新築された例もある。

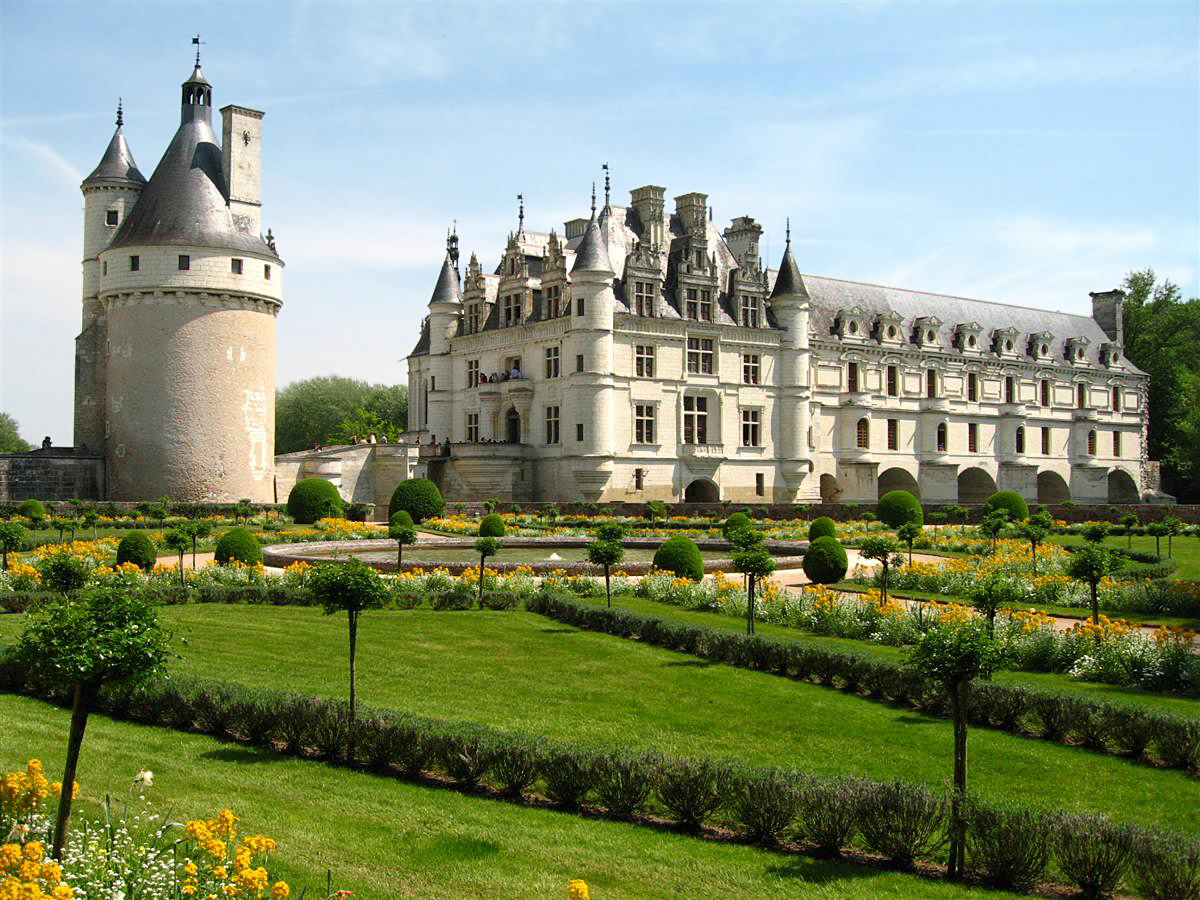
ロワール渓谷にあるシュノンソー城（世界遺産）
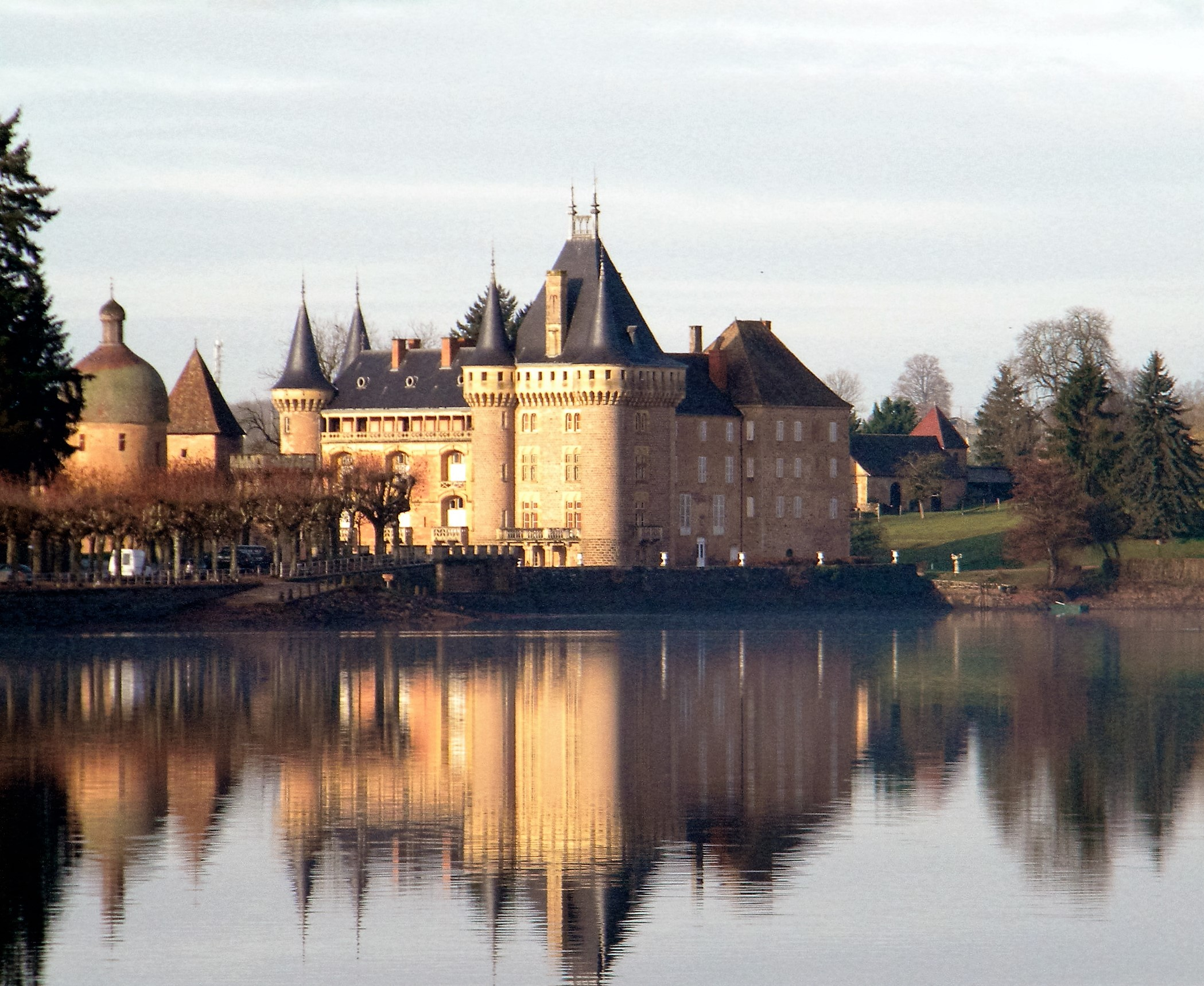
ラ・クレイェット城 (ブルゴーニュ地域圏)
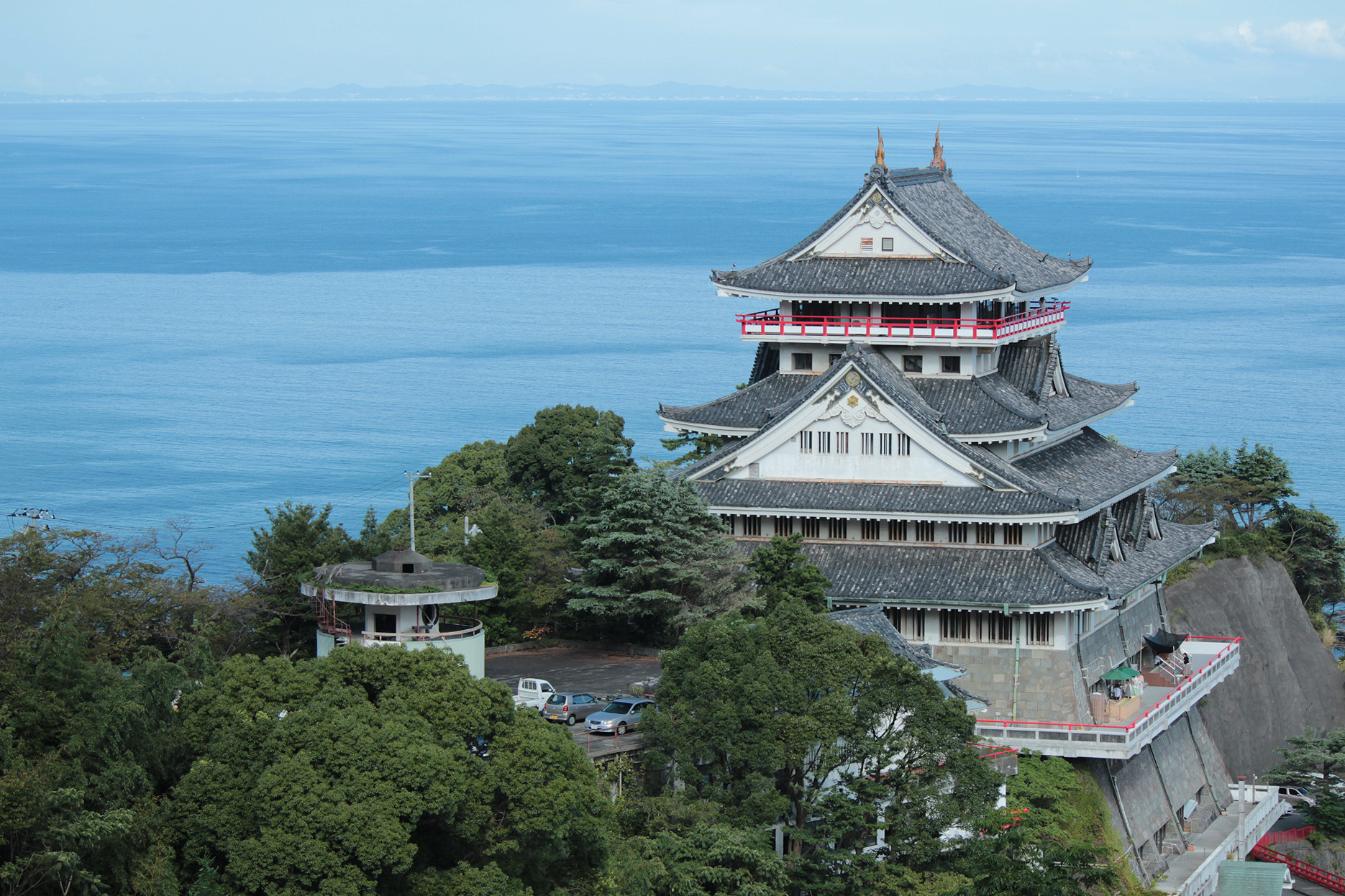
熱海城

### 城の日
財団法人日本城郭協会が、昭和49年度（1974年度）の事業として4月6日を「城の日」と定めた。平成4年（1992年）に全国的な普及キャンペーンを行い、現在では各地の城でも天守の無料開放などの行事を行うことが多くなっている。この日は、多くの城で桜が咲く頃でもある。一般社団法人日本記念日評議会に平成25年（2013年）公式認定されている。
姫路市は4月6日を「しろの日」と定めている。1990年から姫路城を中心としたイベント（姫路城でのイベント）を行い、通常は公開されていない櫓の内部の公開などをしている。

### 名城
日本城郭協会は2006年に「日本100名城」を、2010年にヨーロッパ100名城、2017年に「続日本100名城」を選定した。地元住民や観光客にとっての人気度に加えて、歴史的な重要性、復元における正確性、保存状態などを基準としている。
ウクライナでは、2011年に専門家たちが選んだ名城・宮殿から7か所を投票で決めた七名城（ウクライナ語：Сім чудесних замків та палаців України,「 ウクライナの七大宮殿・城」の意）を決定した。
ポルトガルの七名所のギマランイシュ城、オビドス城などもある。
イングランドの文化遺産保護団体イングリッシュ・ヘリテッジは、Facebookの投票から、 TOP 10 Castlesを発表した。ドーヴァー城、KENILWORTH CASTLE、ティンタジェル城、ボルゾーヴァー城、ポーチェスター城、ワークワース城、ダンスタンバラ城、カリスブルック城、ミドルハム城、ビーストン城の10名城が挙げられた。
イギリスの歴史・自然保護団体ナショナル・トラストもTop 10 Castlesを公表している。ボディアム城、Castle Drogo、チャーク城、コーフ城、Dunster Castle、Lindisfarne Castle、Penrhyn Castle、Sizergh Castle、Tattershall Castle、Wray Castleが挙げられている。

### 実験考古学
中世ヨーロッパの築城を研究するために、1997年からフランスのブルゴーニュ地方ゲドロンで、当時の技術を用いて、ゲドロン城という新しい城の築城を行う試みが行われた。

### 再利用
城跡の状態でも観光施設となり、現存している場合は博物館、政府施設、兵舎、刑務所、ホテルなどへの再利用も見られる。刑務所としての利用はバスティーユ牢獄など、ホテルとしては大洲城やオックスフォード城などが活用されている。

### 芸術作品
ベリー公のいとも豪華なる時祷書のように多くの芸術作品のモデルともなった。
砂浜に行けば城が作られる場合もあるが、フィリピンのボラカイ島やイタリアのエラクレーアなどで環境保護などの理由で砂の城を作ることを禁止し、作られた場合は罰金を取るとしている。
城が撮影地になることもある。

## 著名人

### 築城家
- ヒラム - エルサレム
- マスター・ジェイムズ - ウェールズ
- Cormac MacCarthy（英語版） - ブラーニー城などイギリス南部の城を建設
- ロチェスターのガンドルフ（英語版）
- セバスティアン・ル・プレストル・ド・ヴォーバン - フランス。世界遺産ヴォーバンの防衛施設群が有名
- フランソワ・ニコラ・ブノワ・アクソー（英語版） - フランス。ナポレオンの指揮下で城塞建築で多くの功績を残しヴォーバンと比較された。
- メンノ・フォン・クーホルン - オランダ。ホラント州のヴォーバンとも呼ばれる。
- エウジェーニオ・ドス・サントス - ポルトガル
- レオナルド・ダ・ヴィンチ - イタリア。
- フランチェスコ・ディ・ジョルジョ・マルティーニ - イタリア。
- 戦国期の日本
  - 黒田孝高
  - 加藤清正
  - 藤堂高虎

### 海外の城の研究者
- 臼杵勲
- 太田静六
- 千田嘉博